# Cuisine languedocienne

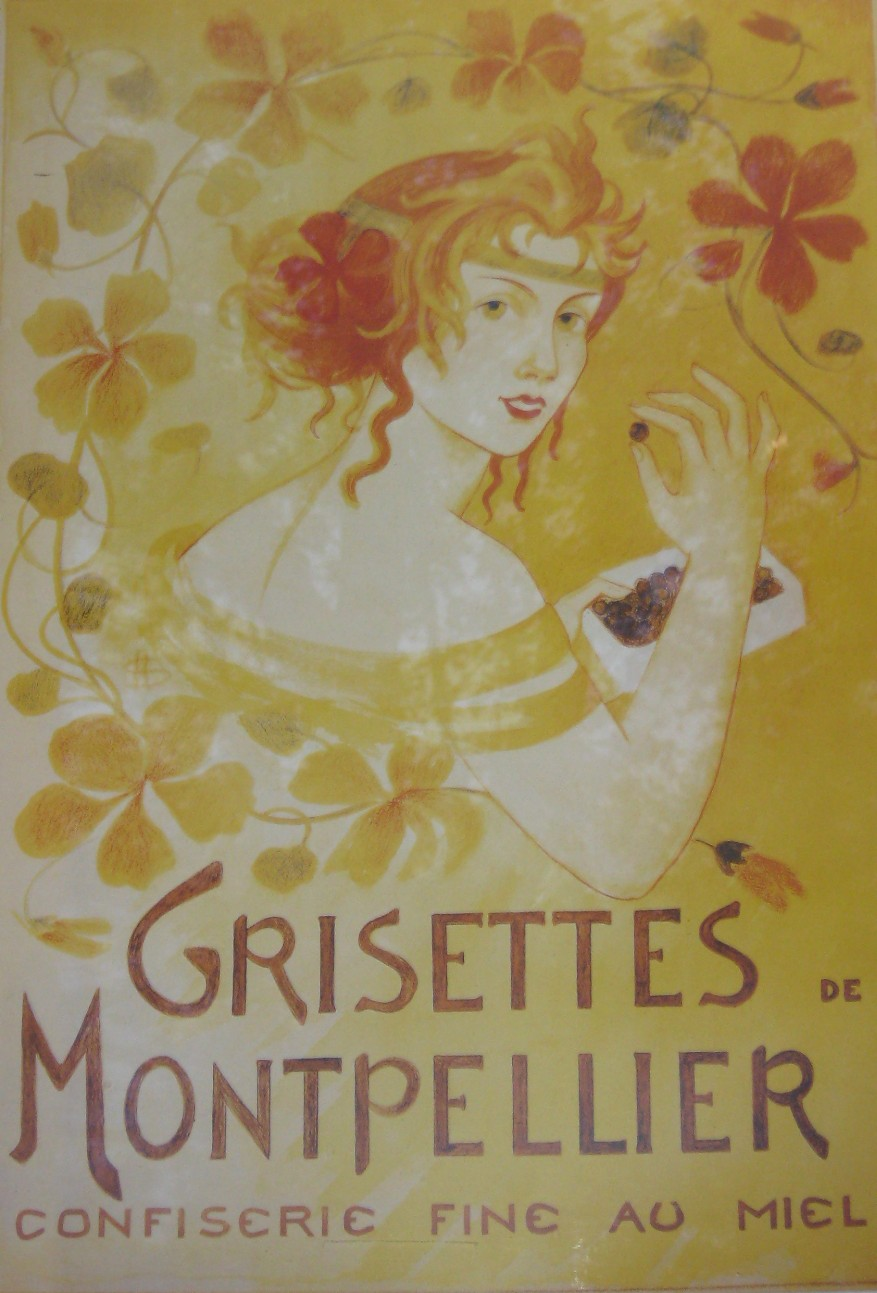
Ancienne affiche faisant la réclame pour les grisettes.

La cuisine languedocienne, qui réunit celle des départements du Gard, de l'Hérault, de l'Aude, et de la Lozère, est composite. Elle utilise les produits de la mer, en particulier autour des ports de pêche, dont le principal est Sète. L'étang de Thau produit les huitres de Bouzigues.
Cette cuisine du front de mer est très différente de celle de la plaine et des montagnes du Languedoc, où l'élevage est présent dans les massifs des Cévennes, du mont Lozère et de la Montagne noire, fournissant viandes (agneau, porc, bœuf) et fromages (principalement de chèvre, mais aussi de brebis : le Languedoc est pour partie dans l'aire d'appellation de roquefort).
La plaine, où l'irrigation est omniprésente, produit une grande variété de légumes (aubergines, blettes, courgettes, haricots verts, haricots secs…) et de fruits (pêches, poires, abricots, melons…). Enfin, la région possède un vignoble de qualité, avec un panel de vins riche et varié : rouges, blancs, rosés, mousseux, (blanquette de Limoux), vin doux naturel, cartagène, clairette du Languedoc, etc.

## Pains

### Pain de Beaucaire
Le pain de Beaucaire est un pain spécial, fabriqué par les fourniers (ancêtres des boulangers) de Beaucaire, qui fut, dès le Moyen Âge, siège d'une sénéchaussée et, jusqu'au début du XIXe siècle, l'une des plus grandes foires d'Europe. Ce pain fendu en son milieu dans le sens de la largeur est particulièrement apprécié en Languedoc et en Provence. Fabriqué depuis le XVe siècle, il se caractérise par une mie très alvéolée. Il mêle deux types de farine, la Florence Aurore et le Meunier d'Apt.

### Pain paillasse de Lodève
Le pain paillasse de Lodève, d'après une étude scientifique menée par Mouette Barboff, l'antériorité du pain paillasse à Lodève est indéniable : « Au plus que loin l’on puisse remonter, cette dénomination pour un pain dont la principale caractéristique est la fermentation en masse après le pétrissage, se retrouve à Lodève, depuis plusieurs siècles. » La paillasse, dite encore paillasson, ou paillassou, était une corbeille à pain confectionnée avec de la paille de seigle liée avec des écorces de ronces. Elle servait à entreposer le pain, à le transporter et même à stocker les pétrissures successives. La façon de faire ce pain allongé dans une paillasse, alors que toutes les miches étaient rondes, arriva à Lodève, ville de foires et de marchés, pendant les guerres de religion. Ce pain fut rapidement placé sous la protection de saint Fulcran, patron de la cité, puis adopté par la corporation des tisserands qui, au cours de leur journée, étaient assurés d’avoir du pain frais.

### Fougasse aux grattons d'oie
La fougasse aux grattons d'oie des Cévennes.

## Charcuteries

### Jambon de la Montagne Noire
Le jambon de la Montagne Noire.

### Petit pâté de Nîmes
Le petit pâté de Nîmes est une spécialité culinaire de la ville de Nîmes, dont l'inventeur fut Delcasso-Vernet, un boulanger-pâtissier, à la fin des années 1800. Ce pâté est constitué d'une farce à base de veau et de porc, contenue dans une pâte brisée. Cependant, certaines recettes remplacent la farce par de la brandade de morue, une autre spécialité nîmoise. Ce pâté se consomme chaud ou tiède, accompagné d'une salade, et l'on peut le trouver aux halles de Nîmes, ainsi que dans les charcuteries et pâtisseries de la ville.

### Saucisson de Vallabrègues
Le saucisson de Vallabrègues.

## Soupes et potages

### Bajana
La bajana est une soupe traditionnelle des Cévennes, confectionnée avec de châtaignes. Après le séchage de celles-ci, on a obtenu des châtaignons blancs : ce sont eux qui sont mis à cuire au bouillon, traditionnellement dans la cheminée. Au moment de servir, on peut ajouter un nuage de lait. On peut aussi cuire les châtaignons avec des légumes et les mixer, ou pas. Autrefois, cette soupe étant la base de la nourriture l'hiver, elle était consommée avec des légumes en début d'hiver, mais en mars, avant l'arrivée des premiers légumes du jardin, elle était nature.

### Soupe de poisson à la sétoise
La soupe de poissons à la sétoise est une spécialité de la ville de Sète et du littoral languedocien. Plusieurs variétés de poissons sont cuisinées avec des légumes, du vin blanc et de l'huile d'olive. Deux sociétés, installées autour de l'étang de Thau, la commercialisent avec un Label rouge. Elle est généralement composée de grondin, rascasse, congre, merlu, chinchard et lotte. Elle se cuisine avec un vin blanc sec, de l'huile d’olive, des légumes (oignon, blanc de poireau, carottes, tomates), de l'ail, du piment fort, du persil, du thym et du safran. Elle est accompagnée de croûtons tartinés de rouille et parsemée de gruyère ou d'emmental râpé. Traditionnellement, il est conseillé sur cette soupe un vin blanc du terroir comme le picpoul de Pinet ou un languedoc.

## Viandes

### Freginat
Le fréginat est le plat typique des Corbières. c'est un plat similaire à la fricassée de porc. C'est un mets essentiellement rural. À la campagne, le cochon était traditionnellement la base de l’alimentation audoise. Le jour de sa tuade, la festa del porc réunissait parents et amis, et le « fréginat constituait traditionnellement un moment fort du repas servi à cette occasion ». Il était préparé avec de l’oignon et de l’ail et s'accompagnait avec des haricots blancs.

### Agneau de Lacaune

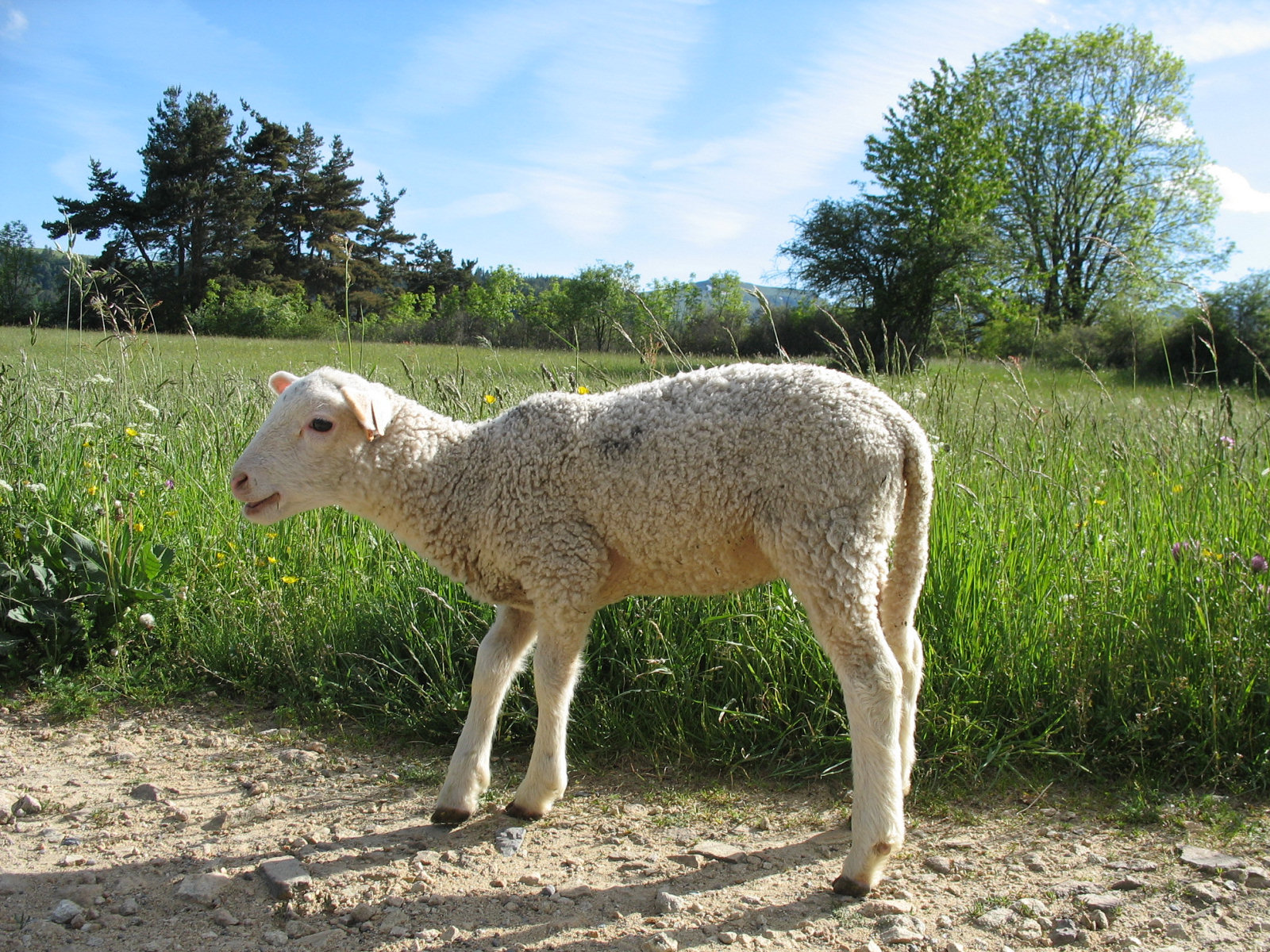
Agneau de Lacaune.

L'agneau de Lacaune est issu de la première race française en effectif, avec 800 000 brebis laitières pour la fabrication du roquefort, et 300 000 brebis pour la production exclusive d'agneaux de boucherie. Elle tire son nom de Lacaune. Près de 75 % des ovins sont concentrés sur les départements du Tarn et de l'Aveyron et 20 % en Languedoc-Roussillon. Pour les troupeaux laitiers, l'agnelage a lieu dès la fin de l'automne. Près de 800 000 agneaux sont produits chaque année. Ils sont sevrés à cinq semaines afin de conserver le lait nécessaire à la production fromagère. Les trois quarts de ces agneaux sont commercialisés en France, où ils sont les premiers de l'année disponibles sur les marchés. Dans les troupeaux allaitants, les agneaux, élevés en bergerie, sont nourris sous la mère. Seule cette production peut postuler au Label rouge « agneau fermier ».

### Agneau de Lozère
L'agneau de Lozère est protégé par une IGP. Historiquement, le pastoralisme s'est développé sur les causses depuis plus de 2 000 ans. Ce sont des « régions sèches au sol caillouteux et pauvre qui bordent le Massif Central du sud au sud-ouest ». Les agneaux doivent être abattus à un âge inférieur à 130 jours. Ce qui permet d'obtenir un poids carcasse compris entre 7 et 19 kilos. Selon des directives du cahier des charges, la couleur de la chair doit être d'un blanc rosé, avec un gras de consistance ferme, malléable et de couleur blanche.

### Agriade saint-gilloise
L'agriade saint-gilloise, mets typique de la région de Saint-Gilles et du bas Rhône, n'est pas une grillade revenue à la cocotte. Elle est quelquefois déformée en aigriade ou aigrillade saint-gilloise, le plus souvent en « grillades saint-gilloises ». C'est un mets traditionnel que les bateliers du Rhône et autres paysans camarguais prenaient comme repas sur leur lieu de travail. Il est préparé à base de paleron et d'oignons, longtemps mitonné, et ce bœuf à la gardianne a l'avantage, comme toute daube, d'être encore meilleur réchauffé.
Il se compose de paleron coupé en tranche, d'oignons, huile d'olive, câpres, cornichons, anchois, ail et persil. La viande doit d'abord mariner pendant 24 h dans du vin blanc sec et se cuire le lendemain, à feu très doux, pendant 4 à 5 heures. On place sur un fond d'huile d'olive, par couches : oignons, viande recouverte d'ail, d'anchois, persil, cornichons et câpres, et ainsi de suite. Le tout est recouvert du vin de la marinade. Ce mets s'accompagne de riz de Camargue ou, à défaut, de pommes de terre.

### Brageole
La brageole est une spécialité sétoise, faite de rouleaux de viande, essentiellement des escalopes de paleron de bœuf, assaisonnées à l'intérieur avec de l'ail, du persil, du sel et du poivre. Elles sont souvent tenues avec une pique en bois.

### Gardianne
La gardianne est une spécialité de la Camargue. C'est un ragoût de taureau, aromatisé au thym et à la sauge, qui est longuement mijoté avec des pommes de terre, dans l'huile d'olive. L'agneau, utilisé à l'origine, est de plus en plus remplacé par de la viande de taureau.

### Porc à la cévenole
Le porc à la cévenole est un mets issu de la tradition culinaire paysanne des Cévennes. Il est cuisiné soit en sauté, en ragoût ou en daube. Sa préparation utilise des produits locaux (cochon, oignons doux, châtaignes, champignons), ou facilement proposés sur les marchés cévenols (huile d'olive, herbes de Provence).

### Veau fermier du Lauragais
Le Veau Fermier du Lauragais (marque de viande Label Rouge).

### Taureau de Camargue

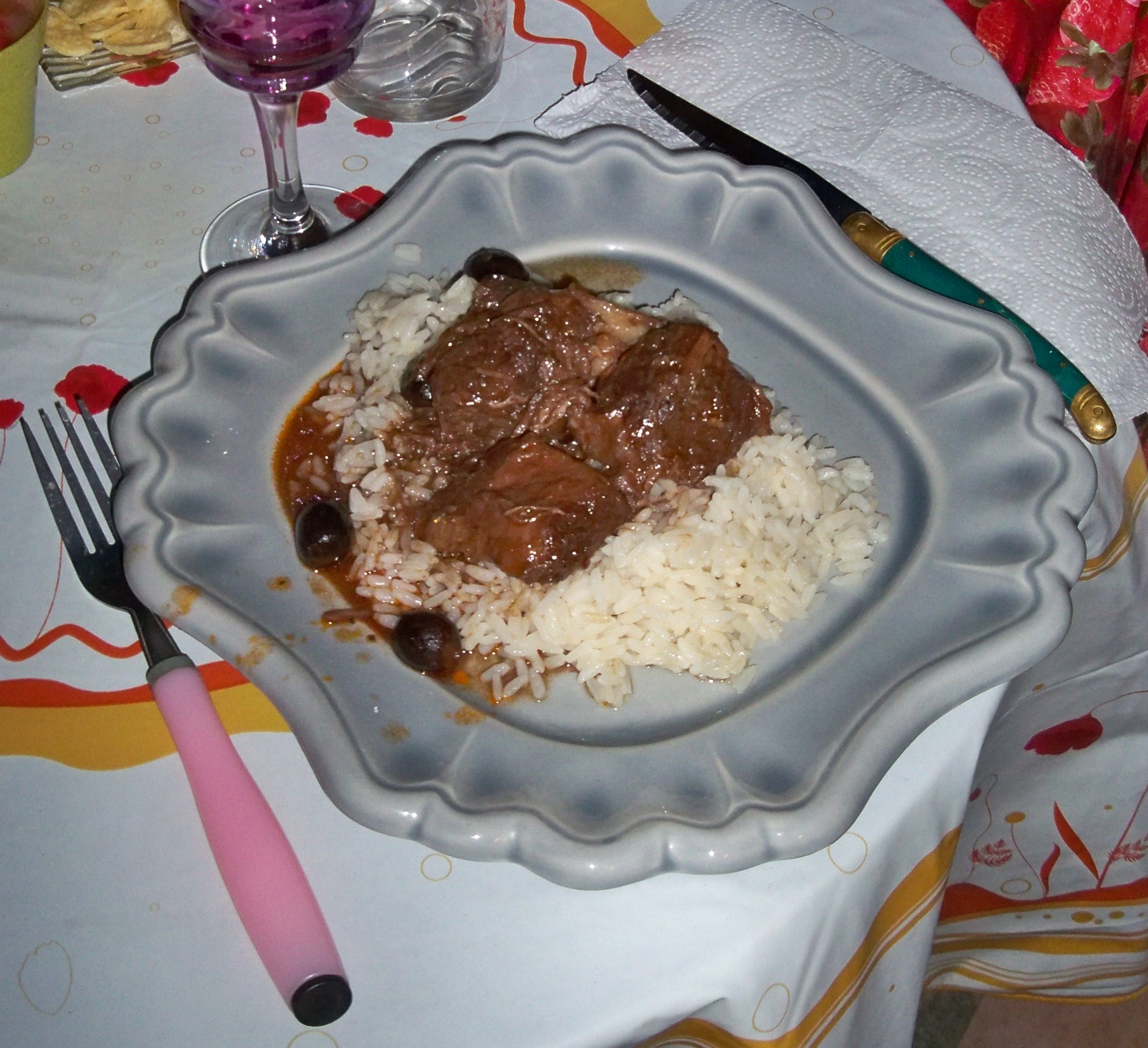
Gardiane de taureau.

La viande de taureau de Camargue ou raço de biou est l'appellation d'origine de carcasses bouchères bovines issues de races bovines de la Camargue élevées dans ce même terroir français. Les vaches de réforme, les génisses et les taurillons non retenus pour les courses camarguaises sont vendus pour la boucherie. L'appellation de cette viande est enregistrée comme AOC depuis le décret du 8 décembre 1996. L'élevage se fait en liberté, avec une charge inférieure à 1 UGB (unité gros bovin) pour 1,5 hectare. Les animaux se nourrissent seuls dans la partie humide (inondable) du delta du Rhône, entre avril et novembre. En hiver, ils sont déplacés dans une zone périphérique non inondable. Un complément composé de fourrage et de céréales issus de l'aire d'appellation peut être donné si nécessaire.
L'abattage et la découpe doivent se faire dans la zone de production. La découpe pour la vente au détail peut se faire hors aire. Les génisses de moins de trente mois doivent avoir un poids de carcasse supérieur à 85 kilos. Pour les animaux plus âgés, la carcasse doit peser au moins 100 kilos. Les carcasses sont identifiées par un tampon. La viande se caractérise par un taux faible de graisse et une couleur rouge soutenue. Elle est savoureuse et parfumée. Elle présente des caractéristiques voisines du gibier. Tous les animaux ayant participé à des jeux taurins sont exclus.

### Pouteille du Gévaudan
La pouteille est une spécialité culinaire traditionnelle lozérienne, liée plus particulièrement au village de La Canourgue. Dans sa préparation entrent pieds de porc, morceaux de bœuf, pommes de terre, oignons et vin rouge,.

### Manouls de La Canourgue
Les manouls de La Canourgue sont des tripes et des panses de mouton, cuites avec une fraise de veau, de la poitrine salée et assaisonnées de sel et de poivre. Ce mets, typique de La Canourgue, cuit environ sept heures dans une cocotte après avoir été abondamment mouillé de vin blanc. Il est accompagné d'un oignon piqué de clous de girofle, de carottes coupées en rondelles, d'un os de jambon et relevé d'un bouquet garni,.

## Volailles

### Volaille du Languedoc
La volaille du Languedoc est protégée par une IGP.

## Poissons et coquillages

### Brandade de morue

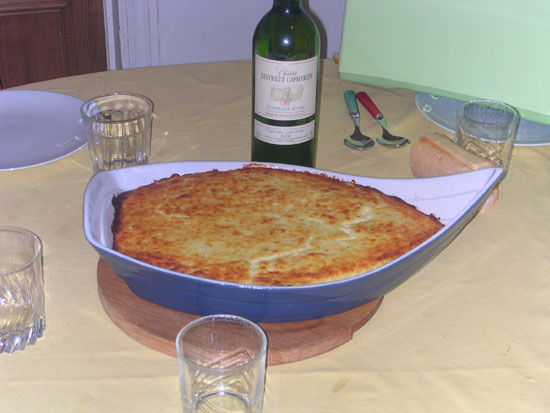
Brandade de morue.

La brandade de morue est un mets à base de poisson, spécialité de toute l'Occitanie orientale, du Languedoc aux vallées occitanes des Alpes, en passant par la Provence. La brandade est une émulsion à base de cabillaud et d'huile d'olive. Durant la préparation, la morue et l'huile d'olive doivent être émulsionnés, comme une mayonnaise, dans un mortier avec un pilon. Le mot brandar en occitan signifie justement « cogner », comme le fait le cuisinier avec le pilon du mortier.
Il peut y avoir jus de citron, ail, persil ou d'autres herbes ou épices (thym, laurier. La tradition veut qu'elle soit originaire de Nîmes et on l'appelle donc parfois brandade de Nîmes. Un cuisinier de l'archevêque d'Alès, monsieur Durand, né à Alès en 1766, eut l'idée de la recette de la brandade de morue en mariant la morue salée aux ingrédients régulièrement utilisés dans la cuisine méditerranéenne.

### Bourride à la sétoise
La bourride à la sétoise est un ragoût de baudroie ou de poissons blancs lié à l'aïoli. C'est une spécialité de la ville de Sète et du littoral languedocien. Son nom vient du provençal boulido (« bouilli »). Il est voisin de la bouillabaisse de Marseille. La différence entre ces deux mets est que la bourride n'est composée que de poissons blancs et qu'elle est uniquement accompagnée d'aïoli, tandis que la bouillabaisse est à base de poissons de roche et se sert avec de la rouille.

### Tielle de Sète

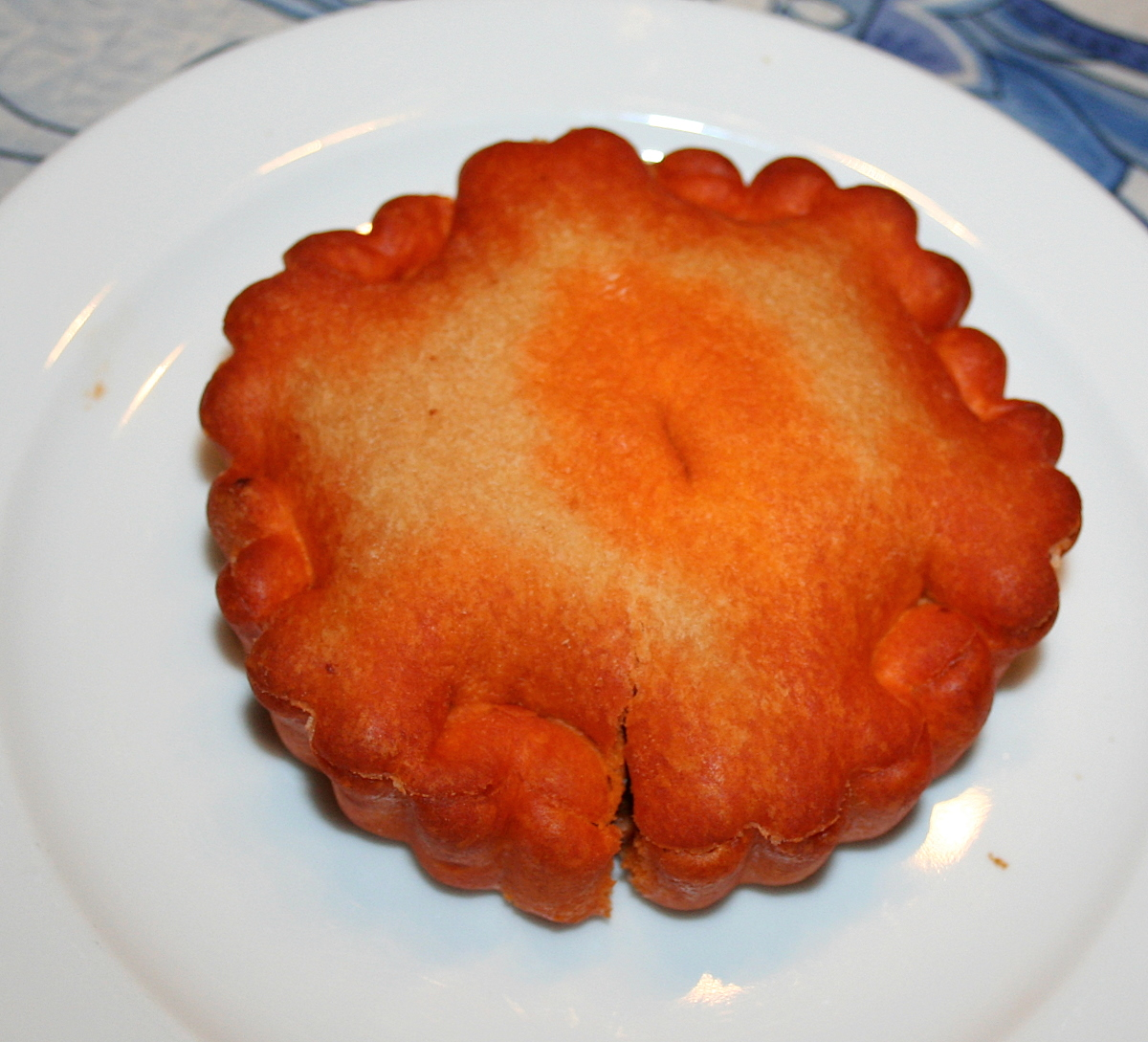
Tielle à la sétoise.

La tielle, ou tielle à la sétoise, est une spécialité culinaire de Sète. C'est une tourte avec une garniture faite de calmars, de poulpes ou de seiches, coupés plus ou moins finement, mélangés à une sauce tomate pimentée. La pâte est généralement une pâte à pain. Il est possible de la consommer froide ou tiède selon les goûts et la saison. Elle se sert généralement en entrée. La taille la plus répandue est réduite (entre 11 et 15 cm de diamètre pour moins de 150 g, soit deux personnes), mais il existe aussi des tielles plus grosses (jusqu'à dix personnes).

### Moules farcies à la sétoise

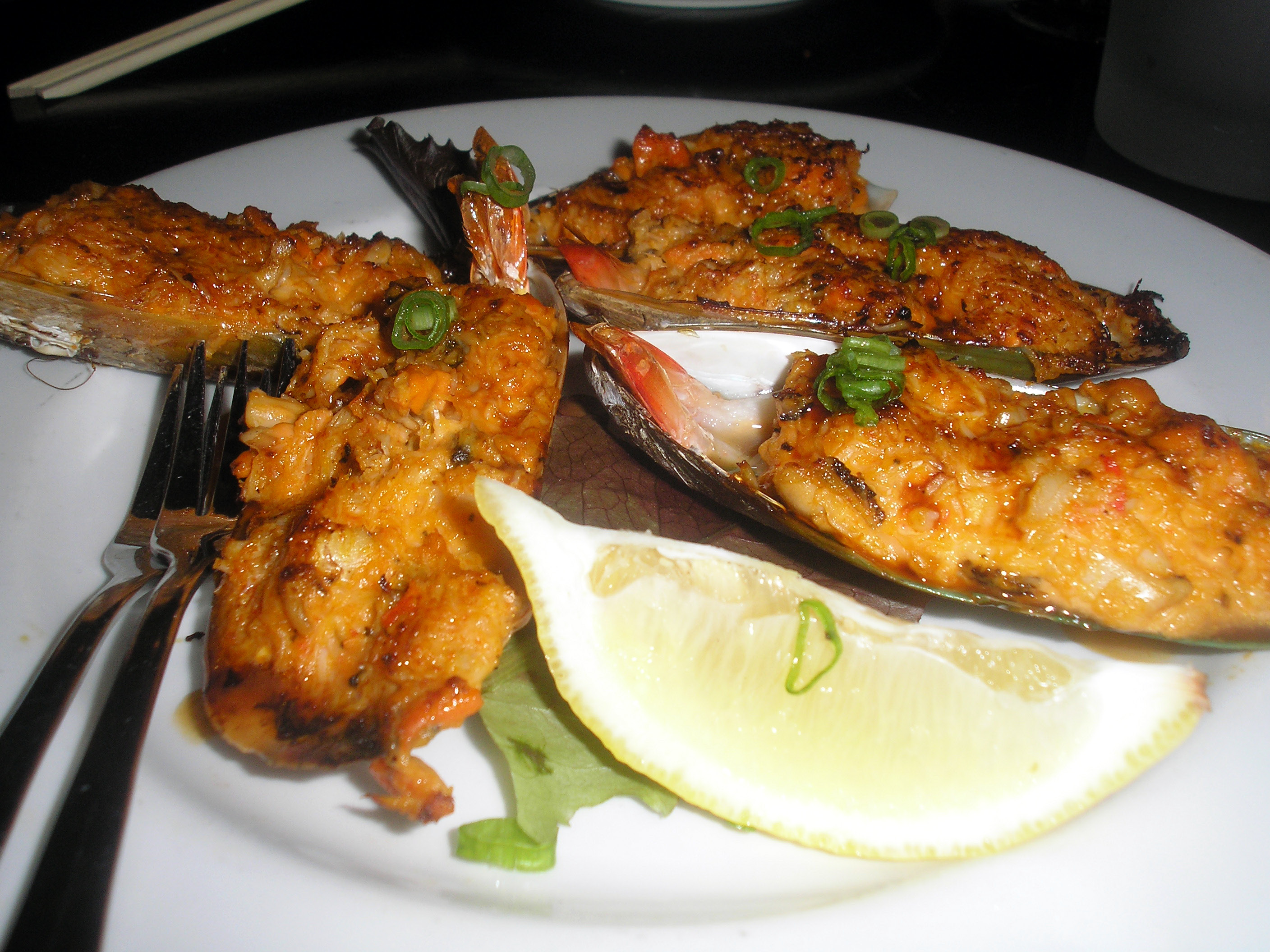
Moules farcies à la sétoise.

### Coquillages de Bouzigues

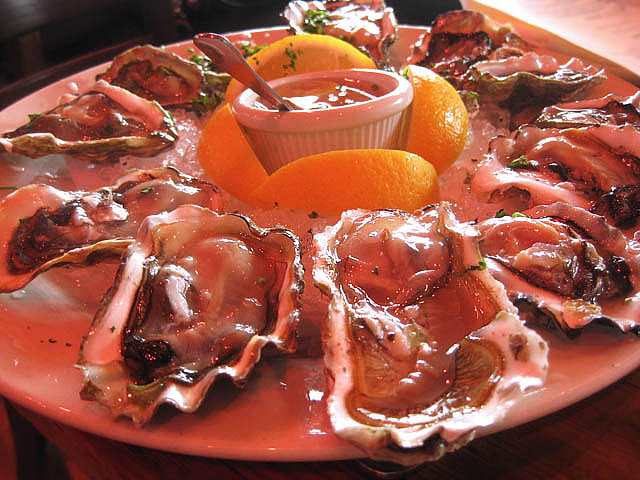
Huîtres de Bouzigues.

Au début du XXe siècle, selon une méthode en suspension reprise par ailleurs, s'est développé sur l'étang de Thau la culture des coquillages (huîtres et moules), commercialisés sous l'appellation Bouzigues.

### Sardinade

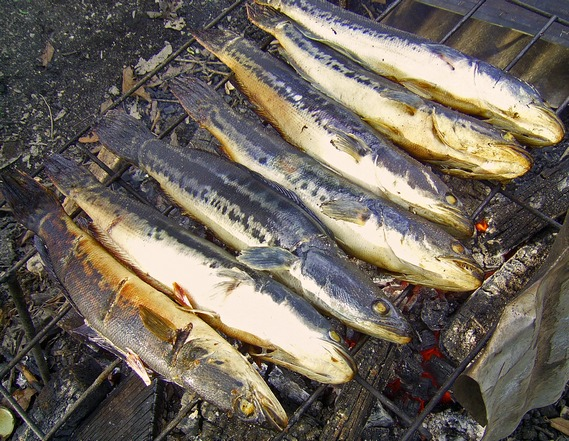
Sardines sur le gril.

La sardinade est une recette de cuisine méditerranéenne et festive qui se pratique surtout dans le sud de la France. C'est un mets qui se prépare généralement sur les bords de la Méditerranée, puisque les sardines doivent être très fraîches, pêchées le jour ou la veille. Elles se cuisent entières sur un gril placé au-dessus des braises, sans être vidées et avec les têtes. Elles sont simplement arrosées d'un filet d'huile d'olive et saupoudrées de fleur de thym ou d'herbes de Provence.

## Sauce

### Sauce au vin muscat
La sauce au vin muscat est l'une des nombreuses déclinaisons culinaires des vins doux naturels de Frontignan, Lunel, Mireval et Saint-Jean-de-Minervois. Leurs arômes muscatés et de raisin frais les font aussi intervenir dans la préparation de cocktails, amuse-gueules, potages, entrées, poissons et crustacés, volailles et viandes, légumes et desserts.

## Féculents

### Riz de Camargue

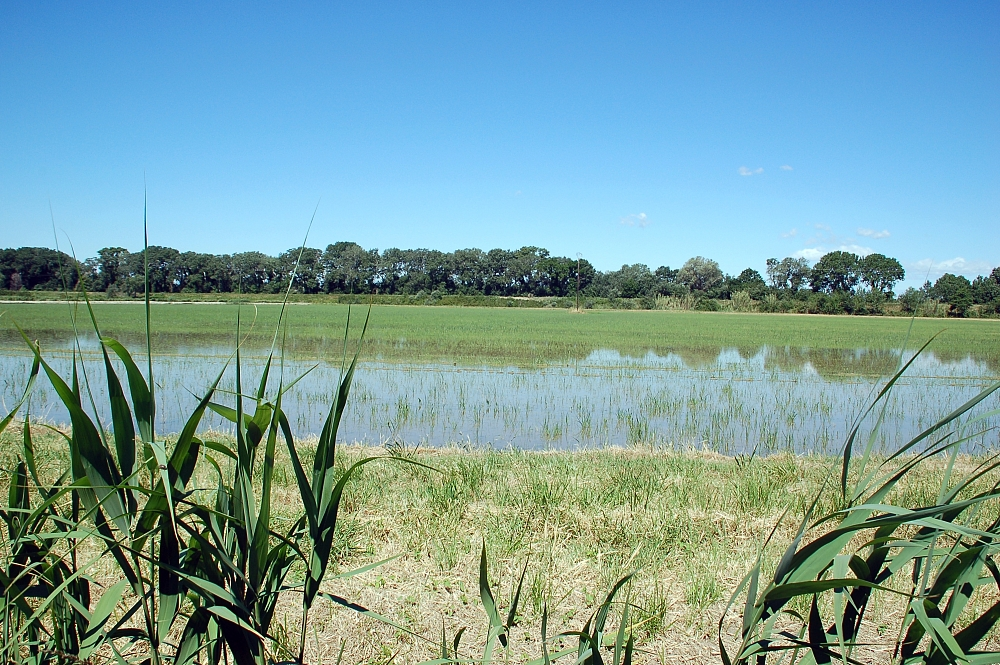
Rizière à Aigues-Mortes.

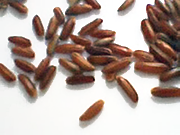
Riz de Camargue avec son péricarde rouge.

Dès le XIIIe siècle, les rizières s'installent en Camargue. Puis Henri IV y développe la culture du riz dès la fin du XVIe siècle, ainsi que celle de la canne à sucre et de la garance. L'endiguement du Rhône permet l'apport massif d'eau douce à la fin du XIXe siècle et donne un nouvel essor à cette culture. Lors de la Seconde Guerre mondiale, le riz camarguais devient un élément essentiel de la nourriture, le trafic maritime avec les colonies étant coupé.
Le plan Marshall, après guerre, finance d'importantes infrastructures hydrauliques[réf. nécessaire] qui permettent une riziculture intensive. L'eau est pompée dans le Rhône puis envoyée dans de grands canaux, vers quelques propriétés qui partagent les frais d'entretien. Elle est ensuite distribuée par d'innombrables petits canaux — les porteaux —, aux rizières.
Le riz rouge de Camargue est un riz complet dont le péricarde est teinté par mutation naturelle d'un rouge foncé. Cultivé de façon biologique, sa récolte se fait à pleine maturité pour que son goût subtil et sa texture particulière soient totalement préservés. Il est de plus séché naturellement sous les effets conjugués du soleil et du mistral. Le riz en Camargue, qui est essentiellement un riz long, bénéficie d'une indication géographique protégée par l'INAO.

### Macaronade
La macaronade est une spécialité traditionnelle sétoise composée de macaronis de saucisse de Toulouse, travers de porc et de brageoles (ou alouettes sans tête). Chaque famille sétoise garde secrète sa propre formule de la macaronade. Il existe en effet une grande diversité de recettes, particulièrement en ce qui concerne le choix de la viande (variantes à base de chair à saucisse, de paupiette de bœuf, de lardons, etc.). Un des secrets de la macaronade réside dans la conception de la sauce tomate : en effet, ce plat tire son nom du type de pâte employé, à savoir, le macaroni.

### Millas
Le millas, à base de maïs, est consommé traditionnellement dans le département de l'Aude.

## Légumes

### Asperge des sables
L'asperge des sables est protégée par une IGP.

### Oignon doux des Cévennes

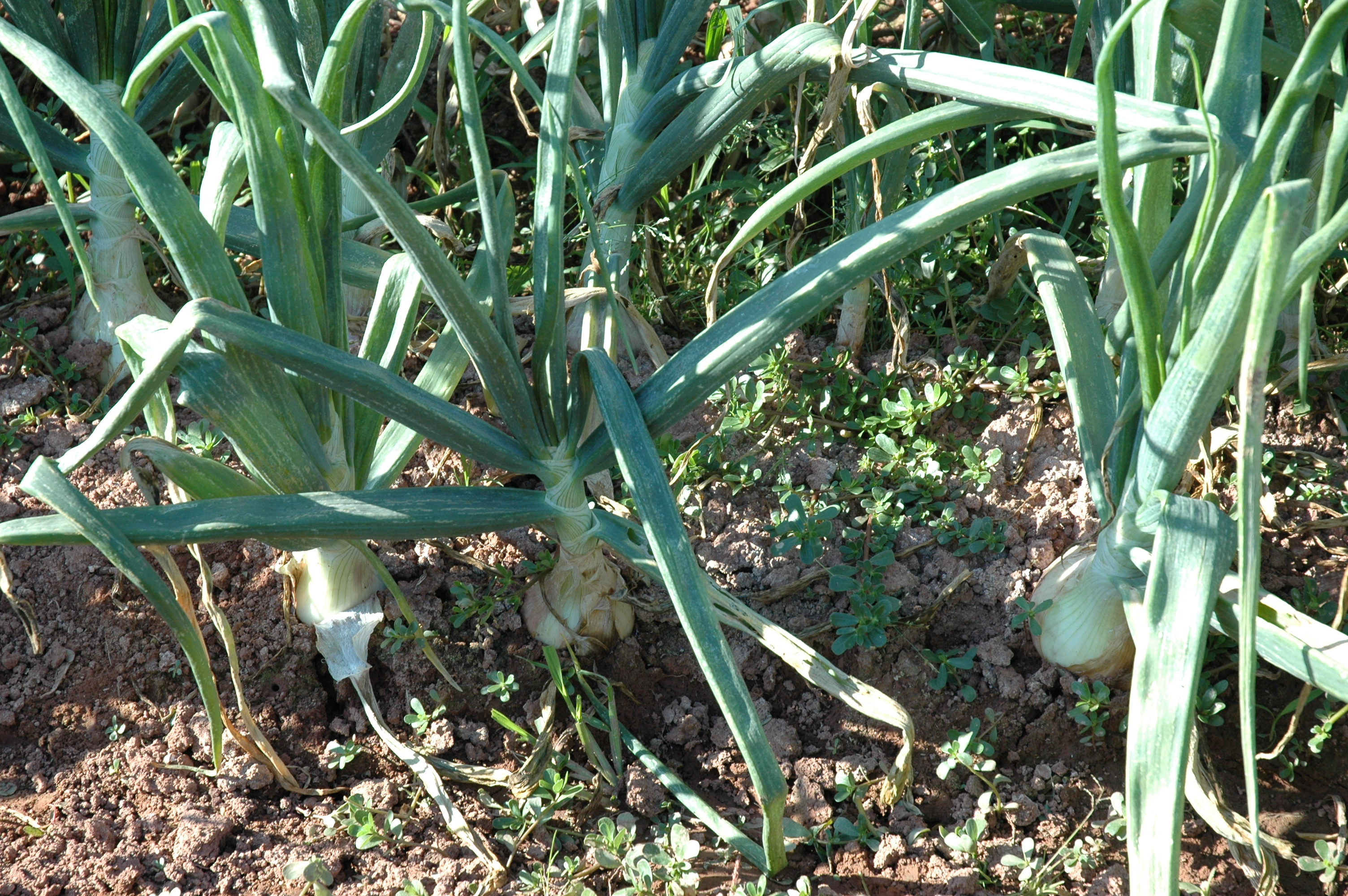
Culture d'oignons.

L'oignon doux des Cévennes est un oignon cultivé dans une zone limitée des Cévennes. La mise en culture de la région a débuté au Moyen Âge, par la construction de terrasses de culture par des moines. La culture de l'oignon doux de Saint-André, nom de la variété, est ancienne sur ces terres, puisque attestée au XIXe siècle sur les marchés de Nîmes et Montpellier. Cette production bénéficie d'une appellation d'origine contrôlée depuis 2003 et d'une appellation d'origine protégée depuis 2008.

### Cassoulet de Castelnaudary et de Carcassonne

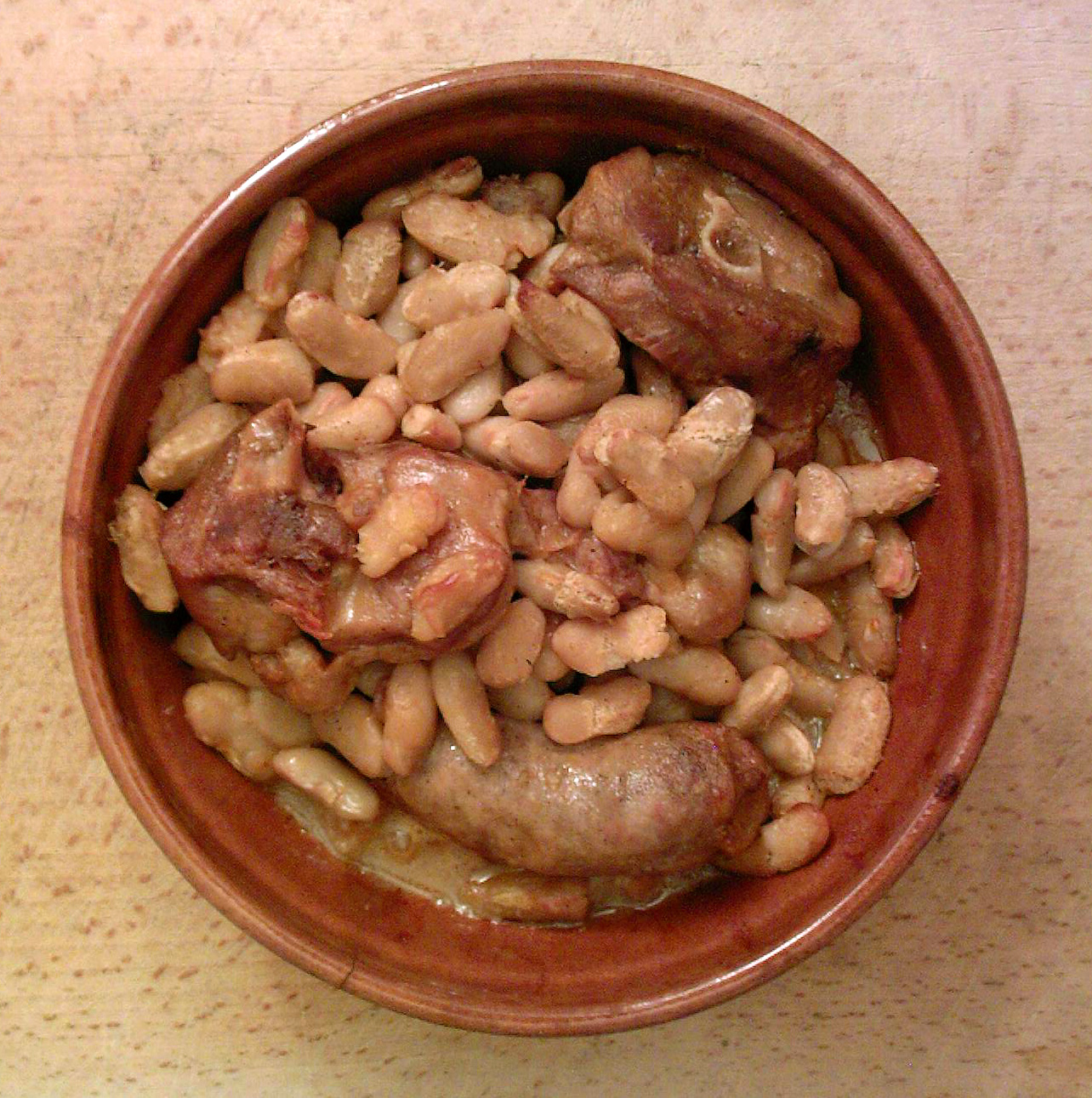
Un plat de cassoulet.

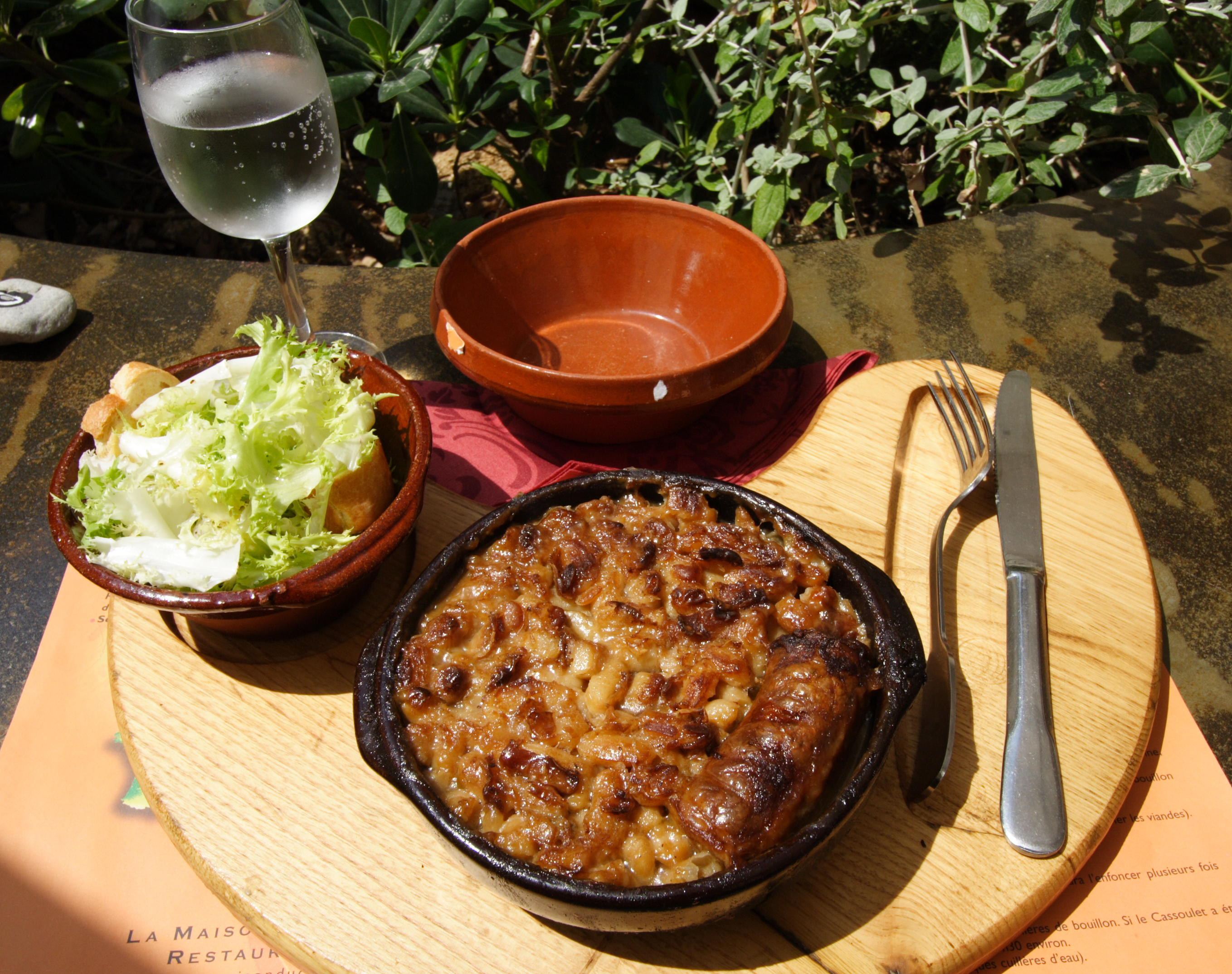
Cassoulet de Carcassonne.

Le cassoulet (de l'occitan, caçolet) est une spécialité régionale du Languedoc, à base de haricots secs généralement blancs, et de viande. À son origine, il était à base de fèves. C'est un plat traditionnel dont la base est un ragoût de haricots blancs longuement mijotés pour être fondants en bouche. Dans ce ragoût sont ajoutés, selon les versions, du confit d'oie ou de canard, du lard, de la couenne, du jarret de porc, de la saucisse, de l'agneau ou de la perdrix. On peut y trouver aussi de la tomate, du céleri ou de la carotte. Il peut être ou non recouvert de chapelure. Le cassoulet se sert en général avec un vin de la région (fitou, corbières ou minervois).
Il est l'objet d'une querelle ancestrale entre trois villes : Castelnaudary, Carcassonne et Toulouse. La controverse porte sur l'origine du cassoulet, sa composition et les qualités gustatives des cassoulets préparés dans chacune des villes. Le cassoulet de Castelnaudary est fait à partir de haricots blancs du Lauragais, il contient du confit d'oie, du jarret ou de l'épaule de porc, de la saucisse et de la couenne de porc, une carotte, un poireau et une branche de céleri. Il finit sa cuisson dans un four de boulanger dans lequel brûlent des ajoncs de la Montagne Noire. Le cassoulet de Carcassonne peut contenir de la perdrix rouge et un morceau de mouton.

### Chichoumeille
La chichoumeille (ou chichoumée ou encore chichoumé) est une spécialité languedocienne proche de la ratatouille. Ce plat est composé d'aubergines, d'oignons, de tomates, d'ail et de thym.

## Fruits

### Fraise gariguette de Nîmes

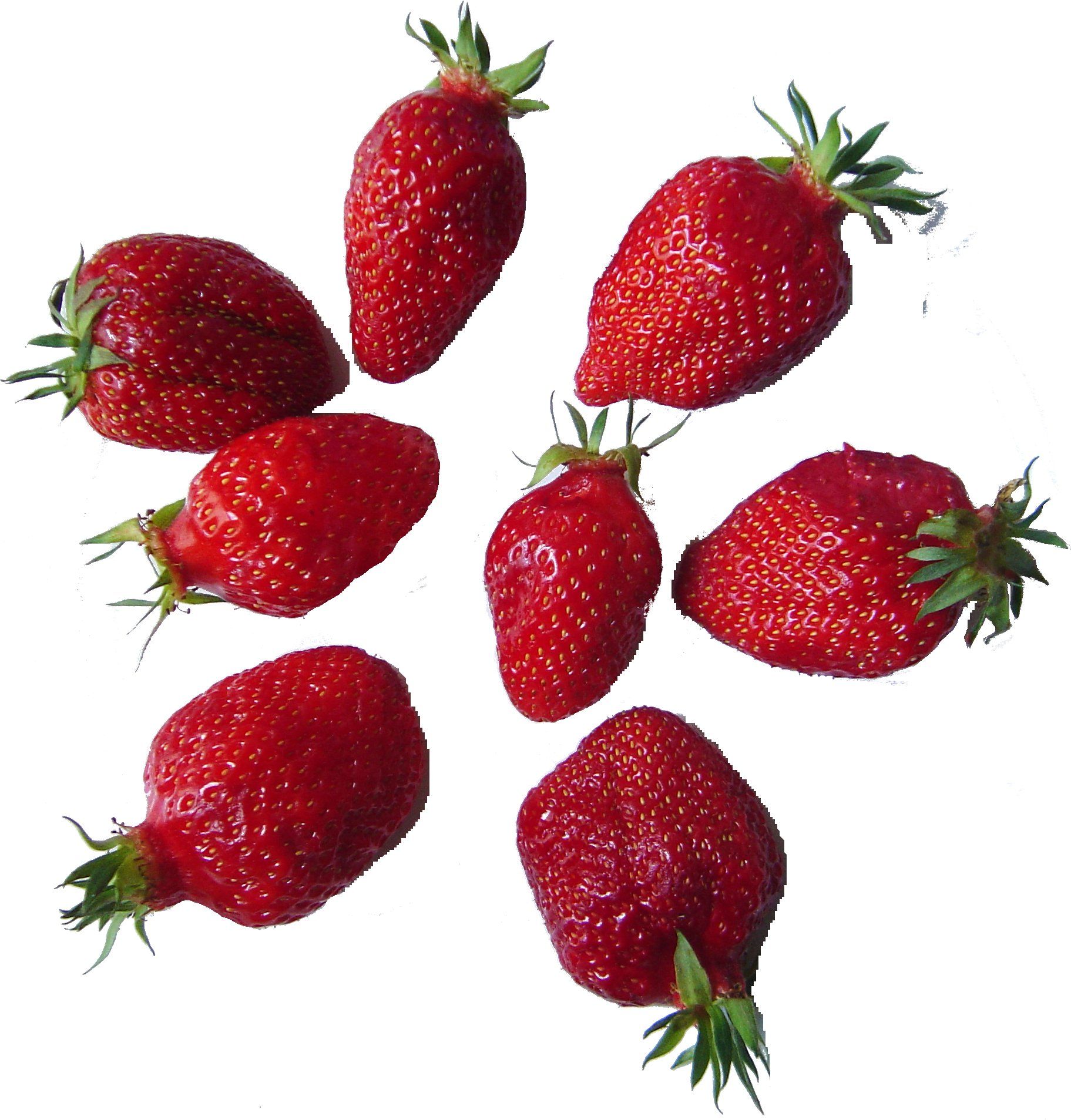
Fraises gariguettes.

La fraise gariguette de Nîmes est protégée par une IGP.

### Pomme Reinette du Vigan

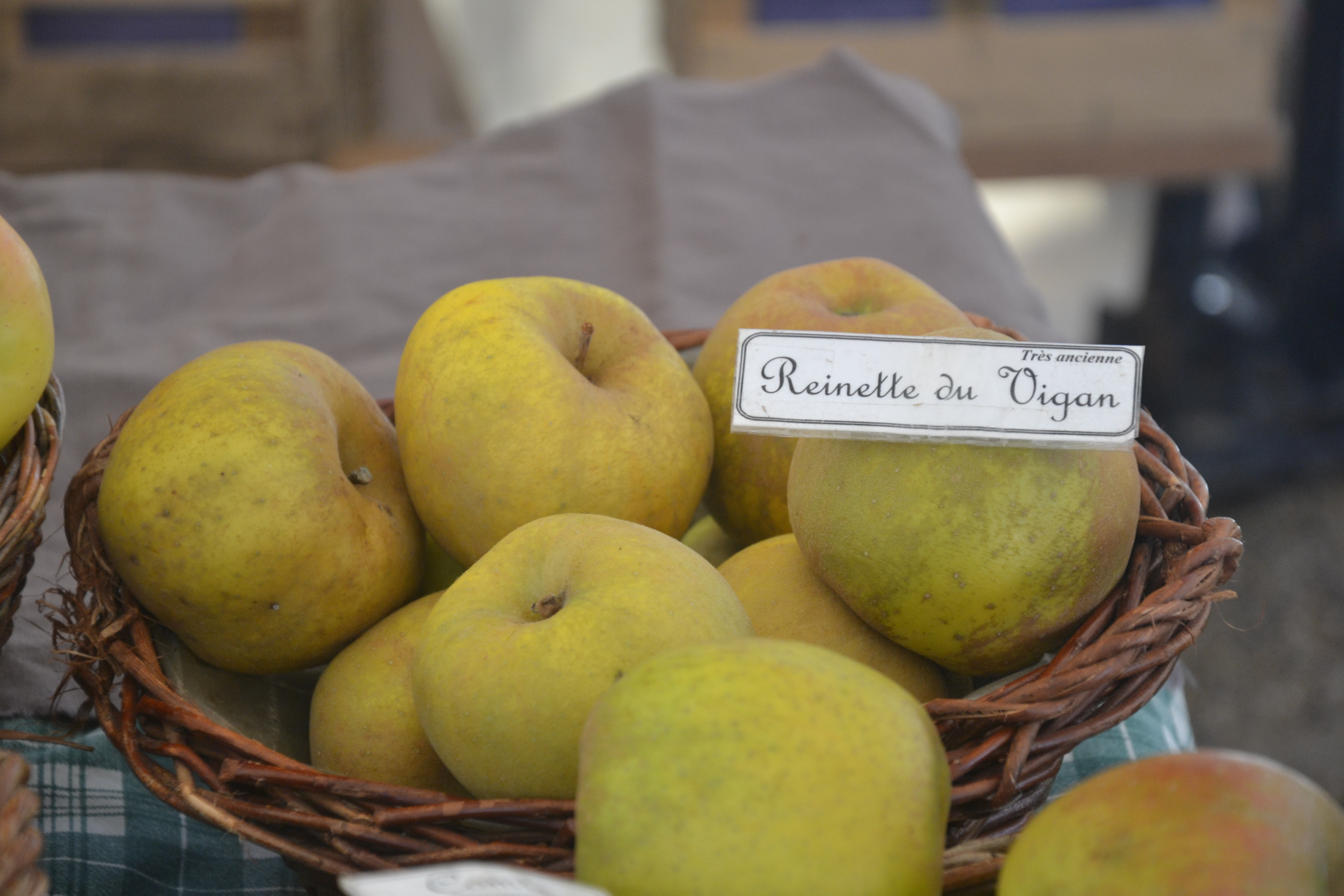
Pomme variété Reinette du Vigan.

La pomme Reinette du Vigan.

## Fromages

### Bleu des Causses

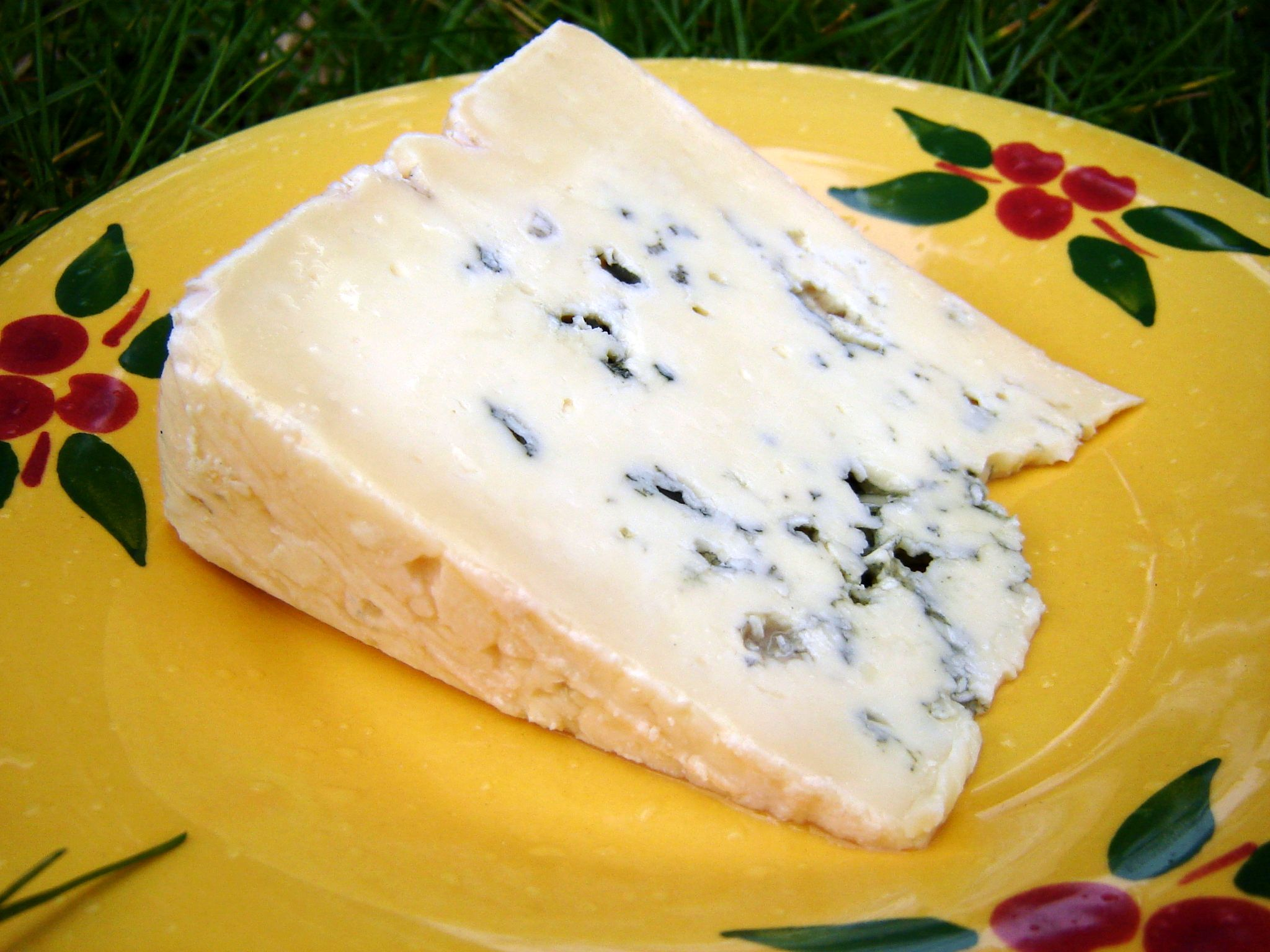
Bleu des Causses.

Le bleu des Causses est une appellation fromagère qui a remplacé l'appellation, jugée trop globale, de bleu de l'Aveyron, pour se démarquer de l'appellation fromagère roquefort. C'est un fromage des Grands Causses du Rouergue, en Aveyron, bénéficiant d'une AOC depuis 1953. C'est un fromage de lait cru de vache à pâte persillée, d'un poids moyen de 2,5 kg, affiné dans les caves naturelles du sous-sol calcaire des causses du Massif central, essentiellement dans celles des falaises des gorges du Tarn. Une partie de la collecte des laits crus se fait dans la partie ouest du département de la Lozère.

### Fédou
Le Fédou est une marque commerciale de fromage de brebis, fabriqué en laiterie ou fromagerie sur le causse Méjean. Les éleveurs livrent leur lait à la coopérative fromagère de Hyelzas (commune de Hures-la-Parade), dépositaire de cette marque qui reprend le principe d'élaboration de l'appellation fromagère ancestrale pérail de la région des causses.

### Laguiole
Le laguiole (prononcer « layole »), parfois appelé fourme de Laguiole, est un fromage français de la région de l'Aubrac, qui doit son nom au village de Laguiole. Il bénéficie d'une AOC depuis 1961 (le décret a été plusieurs fois modifié et l'actuel est en vigueur depuis l'an 2000). La fabrication et l'affinage des fromages doivent être effectués dans l'aire géographique de la région naturelle de l'Aubrac, qui s'étend sur différentes communes des départements de l'Aveyron, du Cantal et de la Lozère.

### Lévéjac

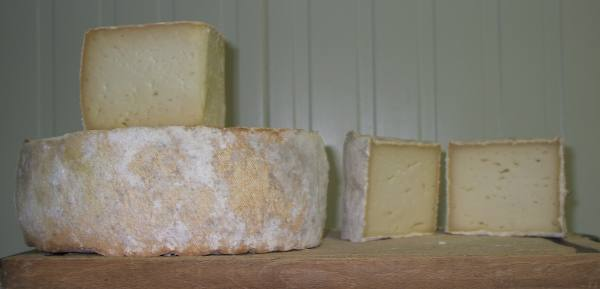
Lévéjac et Tome de Lévéjac.

Le Lévéjac et la Tome de Lévéjac sont des marques commerciales du GAEC Le Lévéjac, désignant deux fromages fermiers de lait cru de brebis. Ce GAEC exploite une ferme agricole et des terres situées à Saint-Georges-de-Lévéjac, en Lozère. Deux troupeaux, dont un désaisonnalisé, sont nécessaires pour produire le lait et les fromages toute l'année. En 1998, après s'être affranchis de la filière roquefortaise, les trois associés du GAEC Le Lévéjac ont créé cette marque commerciale fromagère, et investi dans un laboratoire de production. Les premiers fromages sont mis à la vente cette année-là.

### Pélardon

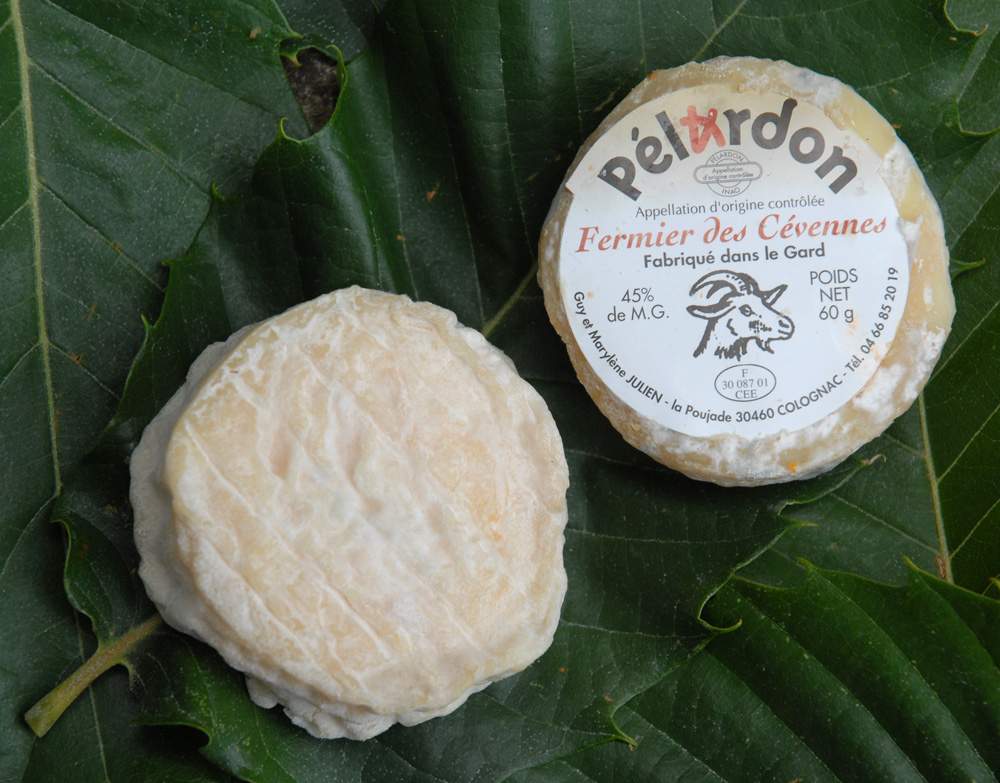
Pélardon fermier des Cévennes.

Le pélardon, autrefois appelé paraldon, pélardou, ou encore péraudou, est un fromage français de la région Languedoc-Roussillon. Il bénéficie d'une AOC depuis août 2000. C'est un petit fromage à base de lait de chèvre, à pâte molle à croûte naturelle, d'un poids moyen de 60 grammes. Dans le département du Gard, les principales communes productrices sont : Aimargues, Anduze, Barjac, Bessèges, Euzet, Génolhac, La Grand-Combe, Lasalle, Méjannes-le-Clap, Nîmes, Quissac, Saint-Hippolyte-du-Fort, Saint-Jean-du-Gard, Sauve, Uzès, Valleraugue, Vers-Pont-du-Gard, Le Vigan, Villeneuve-lès-Avignon, Vissec, dans celui de l'Hérault : Avène, Bédarieux, Clermont-l'Hérault, Fraisse-sur-Agout, Ganges, Lodève, Minerve, Murviel-lès-Montpellier, Neffiès, Olargues, Pégairolles-de-l'Escalette, Saint-Chinian, Saint-Guilhem-le-Désert, Saint-Martin-de-Londres, Saint-Mathieu-de-Tréviers, Saint-Pons-de-Thomières, Villeveyrac, dans l'Aude : Bize-Minervois, Bugarach, Caunes-Minervois, Cucugnan, Lairière, Mouthoumet, Soulatgé, Villerouge-Termenès et dans la Lozère : La Bastide-Puylaurent, Florac, Meyrueis, Moissac-Vallée-Française, Le Pont-de-Montvert, Quézac, Saint-Étienne-du-Valdonnez, Saint-Laurent-de-Trèves, Villefort. En 2004, la production de pélardons s'élevait à 220 tonnes et, en 2005, à 217 tonnes.

### Rebarbe
La rebarbe, de l’occitan rebarba (rebarbo), est une sorte de fromage fermenté à base de lait de brebis, produit dans le Gévaudan, les départements de l’Ardèche, l’Aveyron, le Gard, l’Hérault et la Lozère, et réservé à l’usage familial.

### Rogeret des Cévennes
Le rogeret des Cévennes est un fromage français originaire du département de l'Ardèche, dans le Vivarais et les Cévennes (Languedoc), mais il est aussi produit dans la région de Lyon. Il ressemble pour beaucoup au pélardon. C'est un fromage à base de lait de chèvre, à pâte molle à croûte naturelle. Il a la forme d'un petit palet rond de 2 cm d'épaisseur et 6 à 7 cm de diamètre. Il est affiné pendant 3 semaines environ, en cave humide. La croûte de ce fromage va alors prendre une teinte rougeâtre et bleutée, couleurs dues aux ferments oïdiens utilisés. Sa saveur fruitée et noisetée, liée à une forte odeur caprine, s'accorde avec un vin rouge fruité, tel que le beaujolais. La meilleure saison pour le consommer va de l'été à l'automne. Le lait est meilleur au moment de la transhumance.

### Roquefort

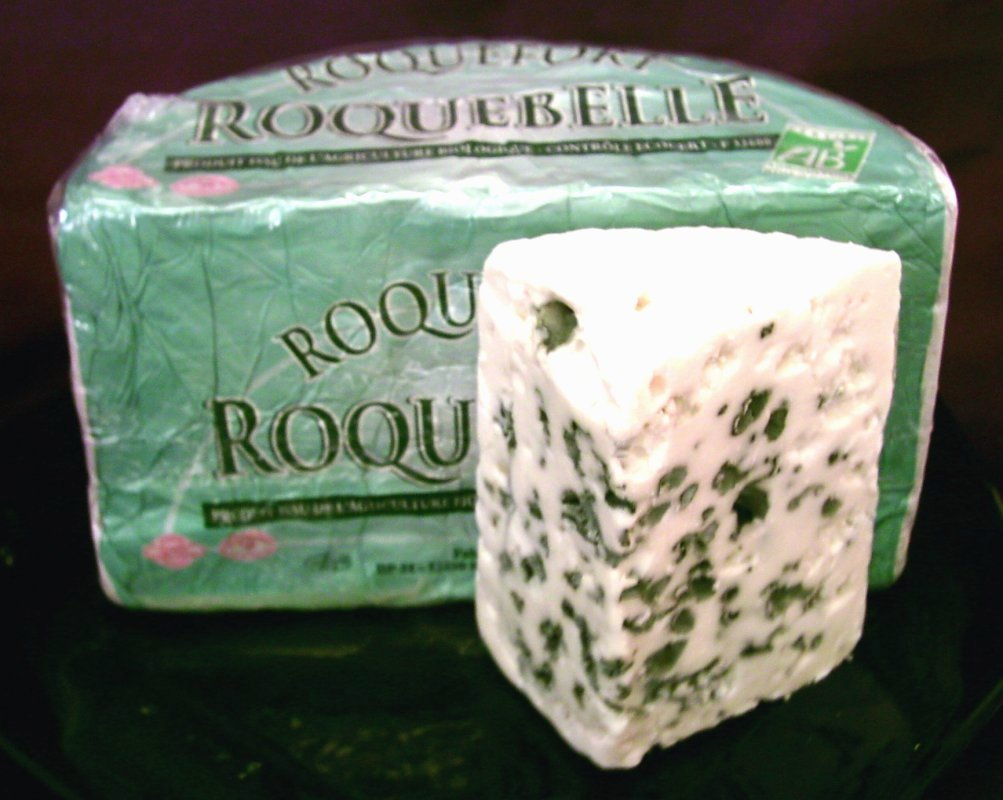
Le roquefort.

Le roquefort, ou ròcafòrt, en rouergat, est une appellation fromagère française, désignant un fromage au lait cru à pâte persillée, élaboré exclusivement avec des laits crus de brebis Lacaune. Ce fromage n'existe aujourd'hui que sous une forme industrielle majoritaire et de deux productions laitières. Cette appellation d'origine fut reconnue en 1925, puis protégée par une appellation d'origine contrôlée (AOC) en 1979, et par une appellation d'origine protégée (AOP), en 1996. Ce fromage est originaire de l'Aveyron et affiné exclusivement à Roquefort-sur-Soulzon, dans les caves du même nom. La zone de collecte des laits crus est limitée aux fermes situées sur un territoire d'un rayon de 100 km environ autour de ce bourg aveyronnais. Ce terroir comprend une majeure partie du département de l'Aveyron et une petite partie de la Lozère, de l'Aude, de l'Hérault, du Tarn et du Gard.
Sa première mention écrite date au moins du XIe siècle et en fait un symbole historique de la région des causses et vallées de l'Aveyron. Cette région rurale, établie sur un territoire parfois très difficile à exploiter, en a fait sa richesse financière et culturelle. Ce fromage, de réputation mondiale, est associé à l'excellence de l'agriculture et de la gastronomie française. Il est même devenu l'emblème de la résistance des producteurs de fromages au lait cru contre les demandes réitérées de la généralisation de la pasteurisation du lait.

## Pâtisseries

### Biscotin deBédarieux

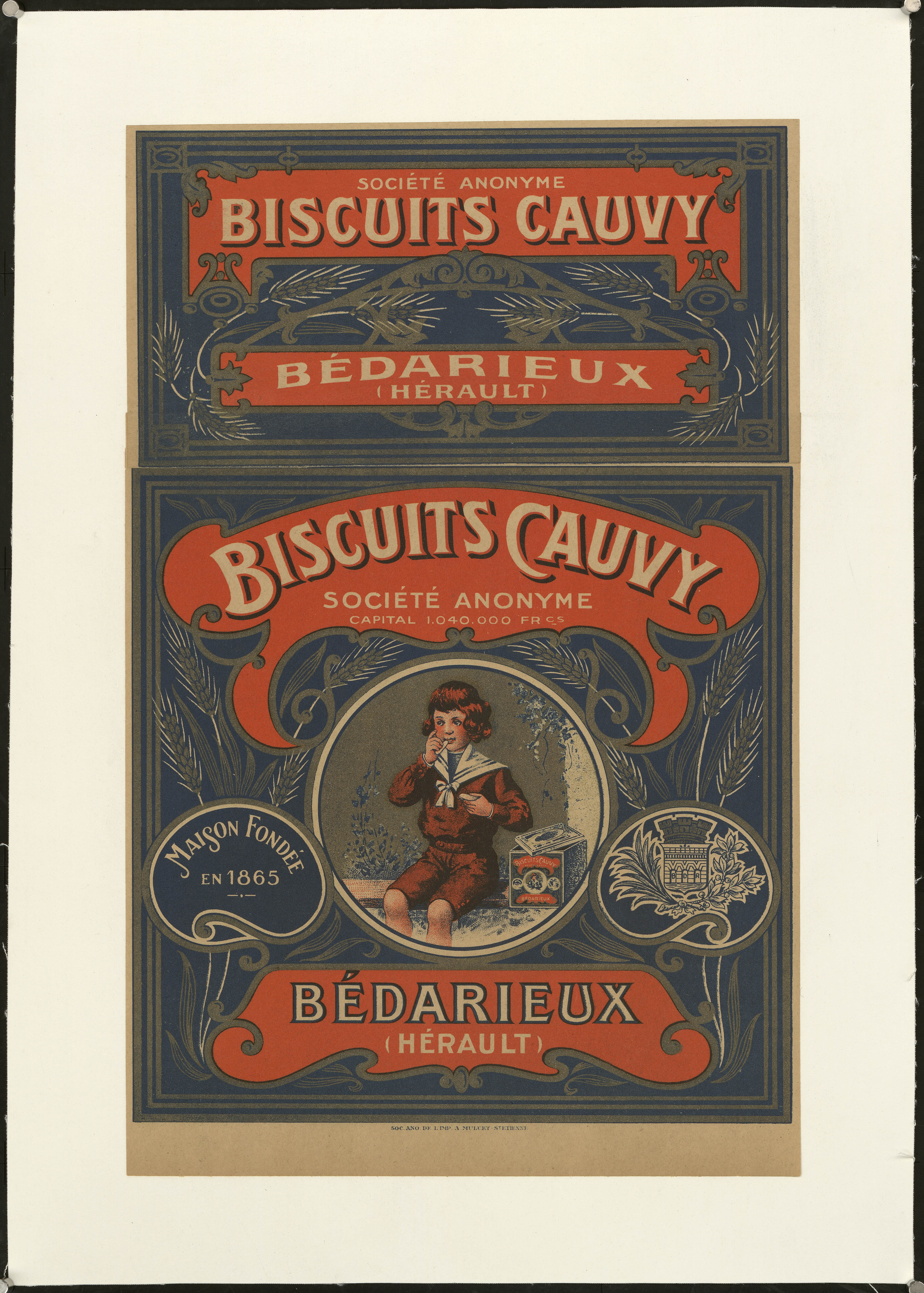
Affiche publicitaire de la biscuiterie Cauvy à Bédarieux

Le biscotin de Bédarieux est un biscuit se présentant traditionnellement  sous une forme oblongue, mesurant environ 8 cm, et légèrement bombé sur 5 cm environ. Parfumé légèrement au citron et à la fleur d'oranger, ce biscuit a connu une production très active au XIXe siècle, par exemple avec la manufacture de Biscuits Cauvy. La production a disparu au cours de la Seconde Guerre mondiale mais a vu une réactivation de sa production à partir des années 1970. 

### Coque Saint-Aphrodise
La coque Saint-Aphrodise, ou coque de Béziers, est une pâtisserie originaire de Béziers, qui se présente sous la forme d'une brioche parfumée à la fleur d'oranger.

### Croquant Villaret de Nîmes
Le croquant Villaret de Nîmes est une recette tenue secrète par la famille Villaret et ses successeurs. Elle n'a pas changé depuis 1775. C'est un biscuit mince et doré, fait à base de farine, de sucre, d’eau, de fleur d’oranger, d’extrait de citron et d'éclats d'amandes, et particulièrement dur.

### Les croquignoles d'Uzès
Les croquignoles d'Uzès sont une pâtisserie sous forme de biscuit contenant une amande ou une noisette, qui en Uzégeois font partie des 13 desserts de Noël. Connues à partir du milieu du XVIIIe siècle sous le nom de pralines chinoises, elles sont commercialisées à partir de 1909 en tant que croquignole.

### GimbelettedeCastelnaudary
La Gimbelette, ou gimblette, de Castelnaudary, est aussi connue sous le nom de Gimbelette d'Albi, est un biscuit sec, un peu croquant, de couleur brune, parfumé à la fleur d'oranger et au cédrat, cuit par échaudage dans l'eau bouillante, se présentant en forme d'anneau.

### La fougasse d’Aigues-Mortes

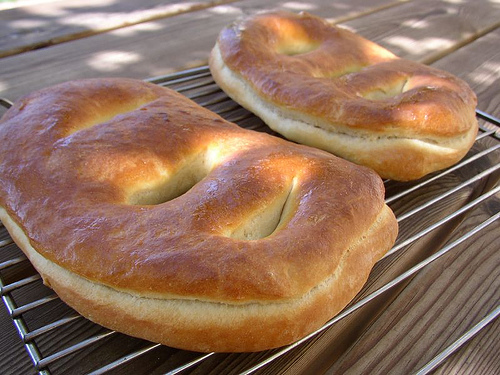
Fougasse d’Aigues-Mortes.

La fougasse appartient aux premières pâtisseries à base levée. Elle peut être sucrée (dénommé parfois « tarte au sucre ») ou salée (avec ou sans gratillons). Traditionnellement, la confection de la fougasse au sucre, à Aigues-Mortes, était réservée à la période de Noël, pour les treize desserts. À base de pâte à brioche, sucre, beurre et fleur d'oranger, elle était fabriquée par le boulanger avec les ingrédients apportés par le client. À présent, la fougasse d'Aigues-Mortes se vend toute l'année.

### Frescati
Le frescati est un entremets issu de la grande tradition pâtissière française, introduite à Sète vers 1890, dans les milieux aisés des négociants en vin et des commerçants qui, au début du siècle, faisaient la fortune de la ville. Il dessert depuis toutes les tables familiales en fête, notamment pour célébrer, le 25 août, la fête de la ville : la Saint Louis. Ce gâteau d'apparat se compose d'un disque de pâte sablée sucrée, supportant un biscuit aux raisins blonds, gorgé de rhum, lui-même surmonté d'une épaisse et moelleuse couche de meringue. Un glaçage de fondant au café lui confère son aspect séduisant et bombé, d'une belle couleur mordorée, à la croute luisante et sucrée. Ainsi conçu, il se conserve hors froid et s'est donc adapté aux chaleurs estivales. Il peut être servi avec un vin doux naturel bien frais.

### Madeleine du Pic

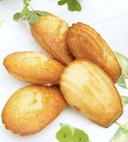
Madeleines du Pic

La madeleine du Pic est un gâteau moelleux parfumé au miel et aux amandes.
Elle est originaire et fabriquée à Saint-Mathieu-de-Tréviers dans la région du Pic Saint-Loup.

### Miquette de Frontignan

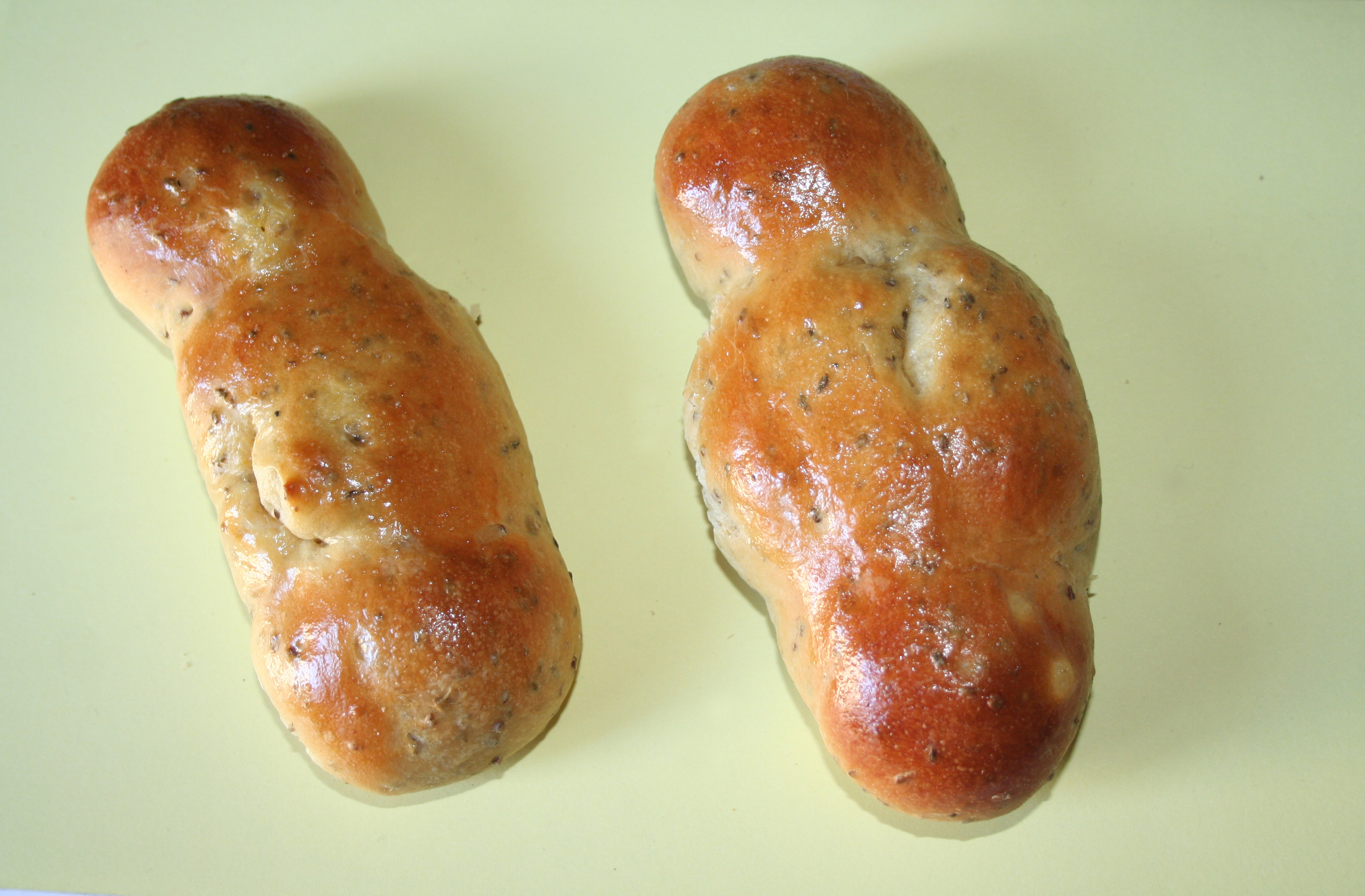
Miquettes.

D'après une tradition, en 1692, la confrérie des pénitents blancs célèbre Pâques en distribuant gratuitement du pain aux indigents de Frontignan. Un siècle plus tard, les moines capucins, responsables de l'hôpital Saint-Jacques, demandent au boulanger Pascal de confectionner une petite brioche à l'anis, plante connue pour ses vertus thérapeutiques. La petite brioche se popularise puis tombe dans l'oubli. Depuis quelques années, le Club taurin frontignanais fait revivre la tradition qui donne lieu à la fête de la miquette.

### Pastisson deBeaucaire
Le pastisson de Beaucaire, est un pâté sucré-salé garni avec de la graisse et de la moelle de boeuf mélangé avec de la cassonnade, des cédrats confits, des zestes de citron, de l'eau de fleur d'oranger. La tradition orale locale le rattache aux pâtisseries d'origine orientale qui circulaient sur les foires du Languedoc comme à Beaucaire et Pézenas.
Le pastisson de Beaucaire est encore produit par un pâtissier pendant la période de Pâques à Beaucaire.

### Petit pâté dePézenas
Le petit pâté de Pézenas est une spécialité faite à base de mouton, d'épices et de sucre.

### Tarte aux pignons
La tarte au pignons est une spécialité pâtissière de Gruissan (Aude). Il s'agit d'un gâteau à base de pâte feuilletée fourrée avec une crème pâtissière aux amandes, et recouvert de meringue, de sucre glace et de pignons de pin,.

### Zézette de Sète
La zézette de Sète est un biscuit sablé qui est fait à base d'huile d'olive, de vin blanc, mélangés à de la farine, avec du sucre en poudre et de l'eau de fleur d'oranger.

## Confiseries et sucreries

### Miel desCévennes
En avril 2015, le miel des Cévennes décroche le label européen d'IGP.

### Réglisse d'Uzès

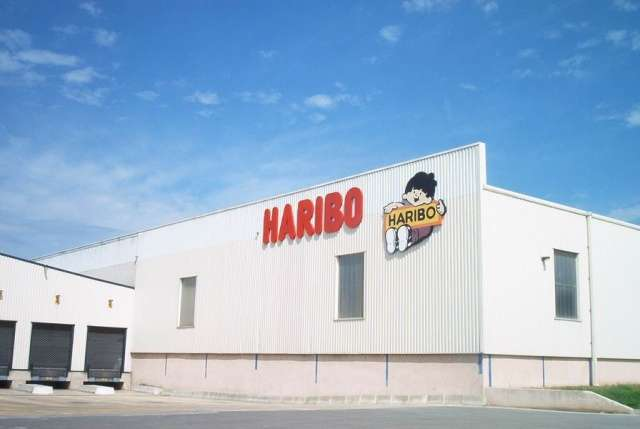
Usine Haribo à Uzès.

Située près d'Uzès, sur la route qui relie Nîmes à Alès, dans le lieu-dit La Réglisserie (commune de Moussac), l'entreprise Zan fusionna avec Ricqlès (1970), avant d'être rachetée par Haribo en 1987.

### Grisettes de Montpellier

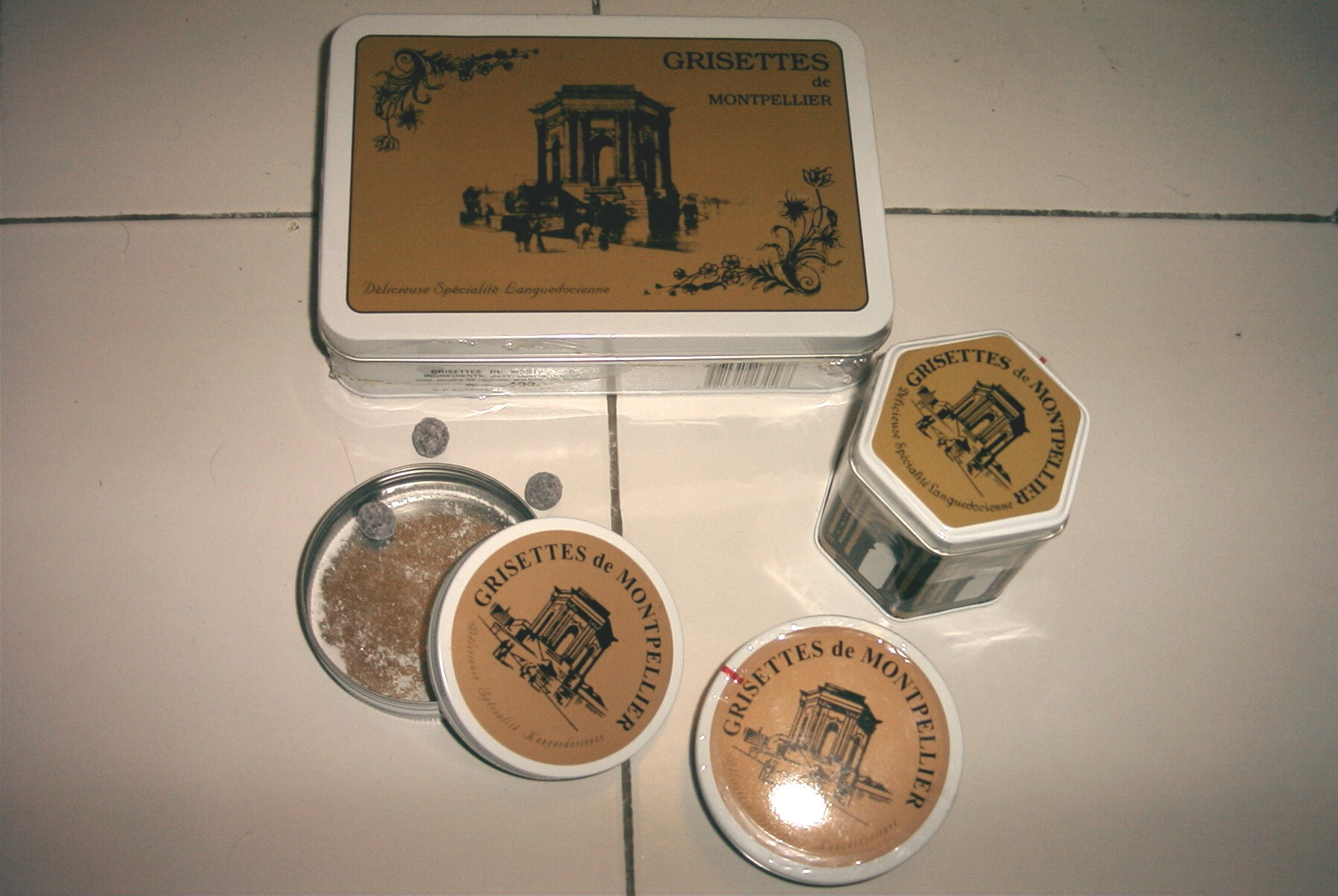
Les différents conditionnements actuels des grisettes de Montpellier.

Les grisettes de Montpellier sont des bonbons en forme de petites billes noires, dont la consommation remonte au Moyen Âge. De la taille d'un petit pois, la grisette est faite à partir de deux produits emblématiques du Languedoc : le miel (celui de Narbonne est réputé au XIIIe), et la réglisse, spécialité de Montpellier dès le XVIIIe siècle.
La grisette se situe dans la filiation des préparations des apothicaires montpelliérains : depuis le Moyen Âge, elle est faite à partir de réglisse ou de miel, éléments des médecines antiques, auxquels on reconnaissait des vertus thérapeutiques. D'après la légende, au XIIe siècle, les commerçants du quartier de Notre-Dame-des-Tables utilisaient les grisettes comme monnaie d'échange pour faire l'appoint, lors des transactions avec les nombreux pèlerins allant à Saint-Jacques-de-Compostelle, par le Camin Roumieu. Ses arômes accompagnaient et réconfortaient la longue marche de ces voyageurs.

## Olives

### Picholine

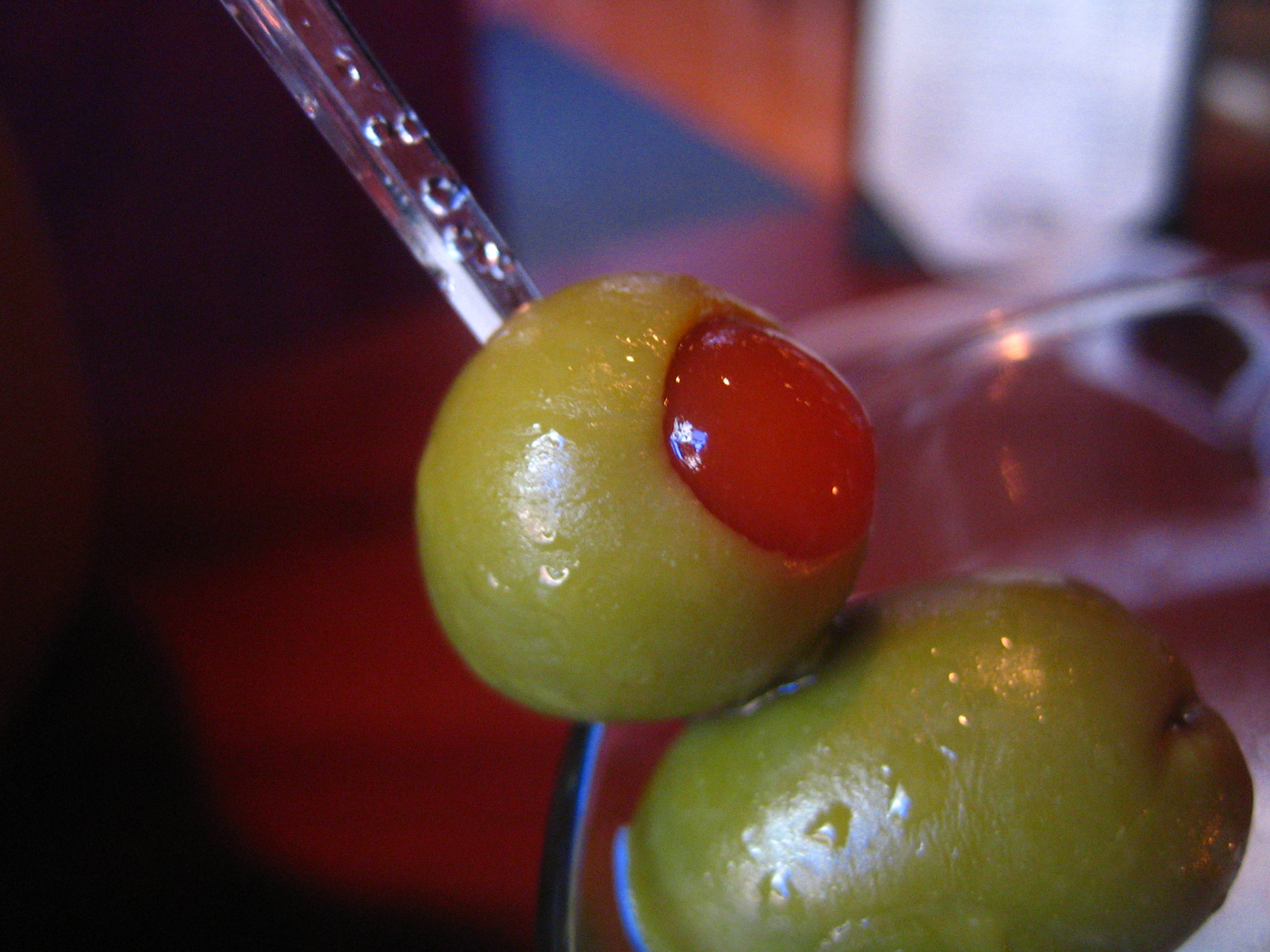
La picholine, olive de cocktail.

La picholine est une variété d'olives françaises. Bien qu'originaire du Gard, elle est aujourd'hui cultivée partout dans le monde. La picholine est à double fin, surtout connue comme olive verte de table, ou olive de cocktail, elle est également utilisée pour élaborer une huile. Très fruitée et verte, cette huile à l'amertume et au piquant léger est caractérisée par des arômes de fruits à pépins (pomme et poire), avec des notes herbacées de foin.

### Olive de Lucques
L'olive lucques a une forme caractéristique en croissant de lune, excellente pour faire des olives de table et de l'huile.

### Olives de Nîmes
Les olives de Nîmes sont protégées par une appellation d'origine contrôlée (AOC) depuis un décret pris par l'INAO, le 2 mai 1995, et reconnues par l'Europe comme une Appellation d'origine protégée. La zone de production s'étend sur deux départements, le Gard (184 communes) et l'Hérault (40 communes).

### Huile d'olive de Nîmes
L'huile d'olive de Nîmes est protégée par une appellation d'origine contrôlée (AOC), depuis un décret pris par l'INAO le 17 novembre 2007. Elle est produite dans les environs de Nîmes, le sud du Gard (184 communes), dans le nord du département de l'Hérault (40 communes). L'AOC huile d'olive de Nîmes est reconnue par l'Europe comme une Appellation d'origine protégée.

## Boissons

### Vins

#### Vins de la vallée du Rhône
Outre les vins AOC côtes-du-rhône et côtes-du-rhône-villages (sans nom de commune) — il en existe quatre pouvant revendiquer un nom de villages, chusclan, laudun, saint-gervais et signargues —, le Languedoc possède deux crus ou appellations locales : lirac et tavel. Trois autres appellations ont été reconnues : côtes-du-vivarais, costières-de-nîmes et clairette de Bellegarde.

#### Vins du Languedoc
- Cabardès
- Cévennes
- Cité-de-carcassonne
- Clairette du Languedoc
- Corbières
- Coteaux-flaviens
- Coteaux-du-languedoc
- Coteaux-du-littoral-audois
- Coteaux-de-peyriac
- Faugères
- Fitou
- Gard
- Grés-de-montpellier
- La clape
- Languedoc
- Limoux
- Malepère
- Minervois
- Languedoc-montpeyroux
- Languedoc-pézenas
- Cabrières
- Picpoul de Pinet
- Pic-saint-loup
- Languedoc-quatourze
- Terrasses-de-béziers
- Terrasses-du-larzac
- Sommières
- Sable-de-camargue
- Saint-chinian
- Pays-d'oc
- Vistrenque

### Cartagène
La cartagène est une boisson alcoolisée, de type mistelle, consommée à l'apéritif. Typique du Languedoc, elle est issue de l'assemblage de 80 % de moût de raisin frais et de 20 % d'eau-de-vie de vin. Le mélange doit titrer 16° d'alcool, au minimum, pour éviter une fermentation du produit. Le goût dépend des variétés de raisin qui ont donné le jus, et le marc de raisin (surtout s'il est de fabrication artisanale) donne un parfum très différent de celui obtenu avec un alcool neutre.
Elle peut être dorée avec du moût de raisin blanc, ou rouge, avec le moût de raisin adéquat. Selon le cas, elle peut être embouteillée rapidement pour garder des arômes frais de jus de raisin, ou être mise en fût un certain temps (jusqu'à plus de dix ans) pour évoluer vers des arômes rancio. Elle est traditionnellement servie en apéritif, mais on peut aussi la servir sur du foie gras, ou, pour une cartagène vieille, sur du Roquefort. Une démarche de reconnaissance en AOC est entamée.

### Noilly Prat

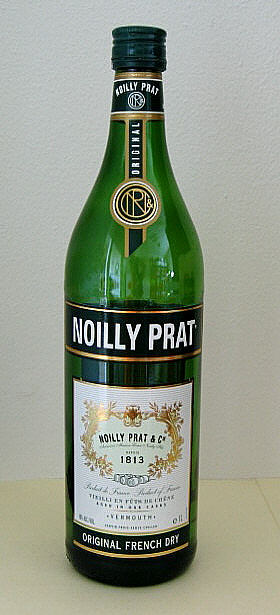
Bouteille de Noilly Prat.

Le Noilly Prat est un vermouth élaboré à Marseillan, qui vise à reconstituer le goût du vin importé en bateau, et exposé sur le pont au soleil et aux embruns. Il assemble deux cépages blancs issus de la région, le picpoul, variété de plaine, et la clairette, variété de coteau. Lors de la dernière étape de la fabrication, celle de la macération, sont ajoutées une vingtaine de plantes et d’herbes du monde entier, selon un dosage gardé secret : camomille, coriandre, écorce d’orange amère, noix de muscade, centaurée.
Ce vermouth fut créé en 1813 par Joseph Noilly, à partir d'une recette originale. Son fils Louis Noilly (1801-1865) fonda une première compagnie à Marseille, en 1843. Il confia la direction de cette entreprise à Claudius Prat (1824-1859), qui l'année suivante devint son gendre. Mais ce n'est qu'en 1855 que la marque Noilly Prat fut créée à la suite de l'association de Louis Noilly avec Claudius Prat.
Dans les années 1880, Louis Prat Noilly, fils de Claudius et d'Anne-Rosine, se fit construire un somptueux château néo-Renaissance, au milieu des vignobles plantés dans le sable de Camargue, au lieu-dit Montcalm, à Vauvert. Ce vaste ensemble comprenait chais, bâtiments pour le nombreux personnel, chapelle romano-byzantine, etc. Dans la foulée, il fit l'acquisition, en 1893, du château d'Avignon sur la commune des Saintes-Maries-de-la-Mer.

### Garhiofilatum
Le garhiofilatum est un vin médiéval, élaboré avec des épices et des plantes. Sa fabrication date du XIIe siècle et était faite dans la région de Montpellier, dont le port de Lattes recevait les épices venues d'Orient. Sa renommée fut telle que Henri III d'Angleterre s'en fournissait pour sa table. Dans du vin blanc était dilué du miel, puis on ajoutait du gingembre, de la cannelle, des gousses de cardamome, des clous de girofle et des racines de valériane. Son élaboration et sa commercialisation sont à nouveau réalisées par un domaine viticole, à Villeneuve-lès-Maguelonne,.

### Get 27

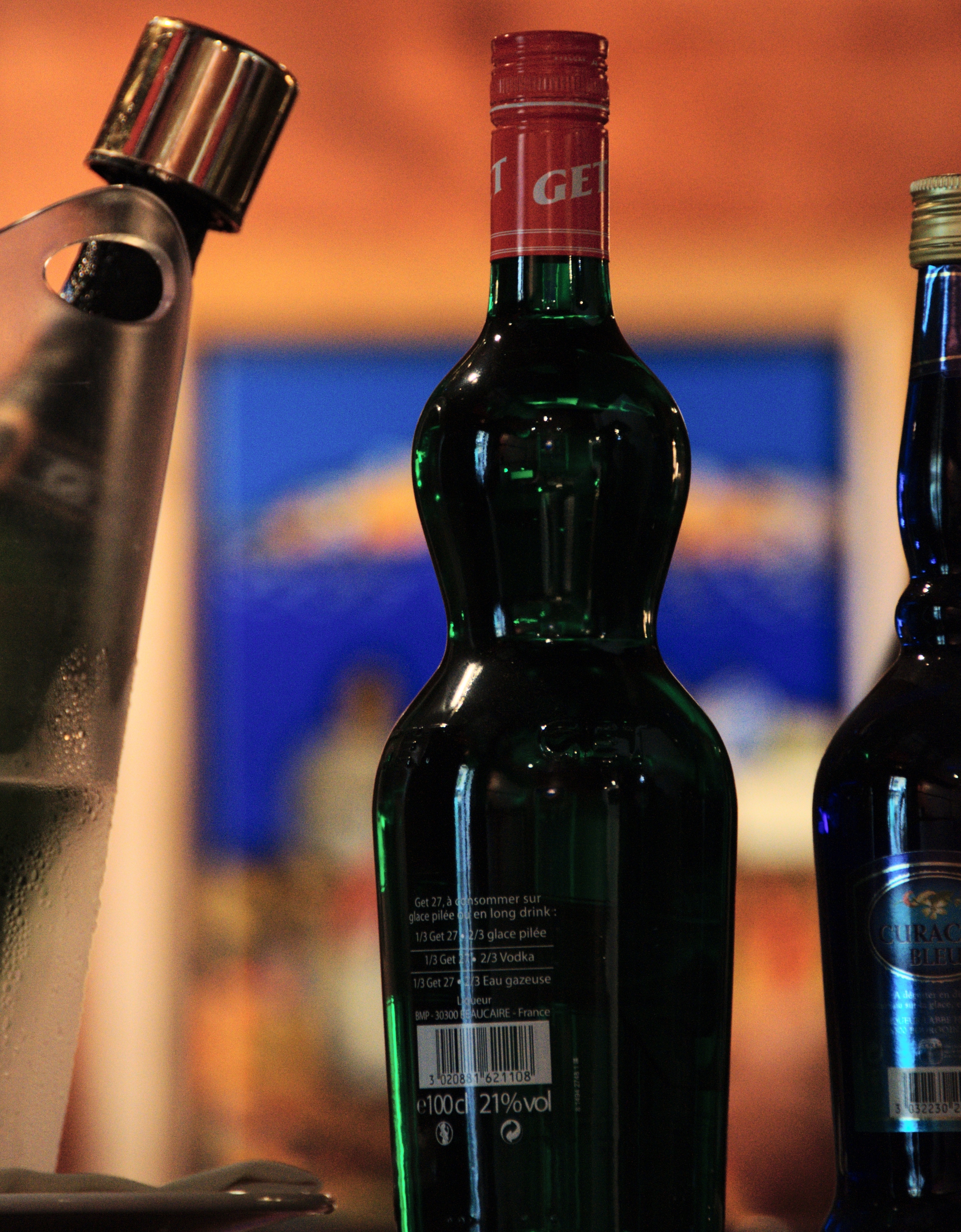
Bouteille de Get 27.

Le Get 27 est une marque de liqueur. La société productrice a été créée à la fin du XVIIIe siècle, d'abord sous le nom de Pippermint. En 1898, la marque devient Pippermint Get. C'est en 1969 qu'a été adopté le nouveau nom Get 27. Le Get 27 désigne aussi le produit phare de la marque, une liqueur à la menthe, titrant 18°, à base de menthe verte, d'huiles de menthe, d'alcool, d'eau et de sucre. Le Get 31 titre 24° d'alcool. Ces deux liqueurs sont principalement utilisées en apéritif ou en cocktail. Elles ont été créées en 1796, par Jean et Pierre Get, à Revel (Haute-Garonne). Elles y furent produites jusqu'en 1991. À la suite du rachat de l'entreprise par Martini & Rossi, la production fut transférée à Gémenos, dans les Bouches-du-Rhône et, depuis 1995, à Beaucaire, par la société Bacardi Martini Production, filiale du groupe Bacardi.

### Eaux minérales

#### Perrier

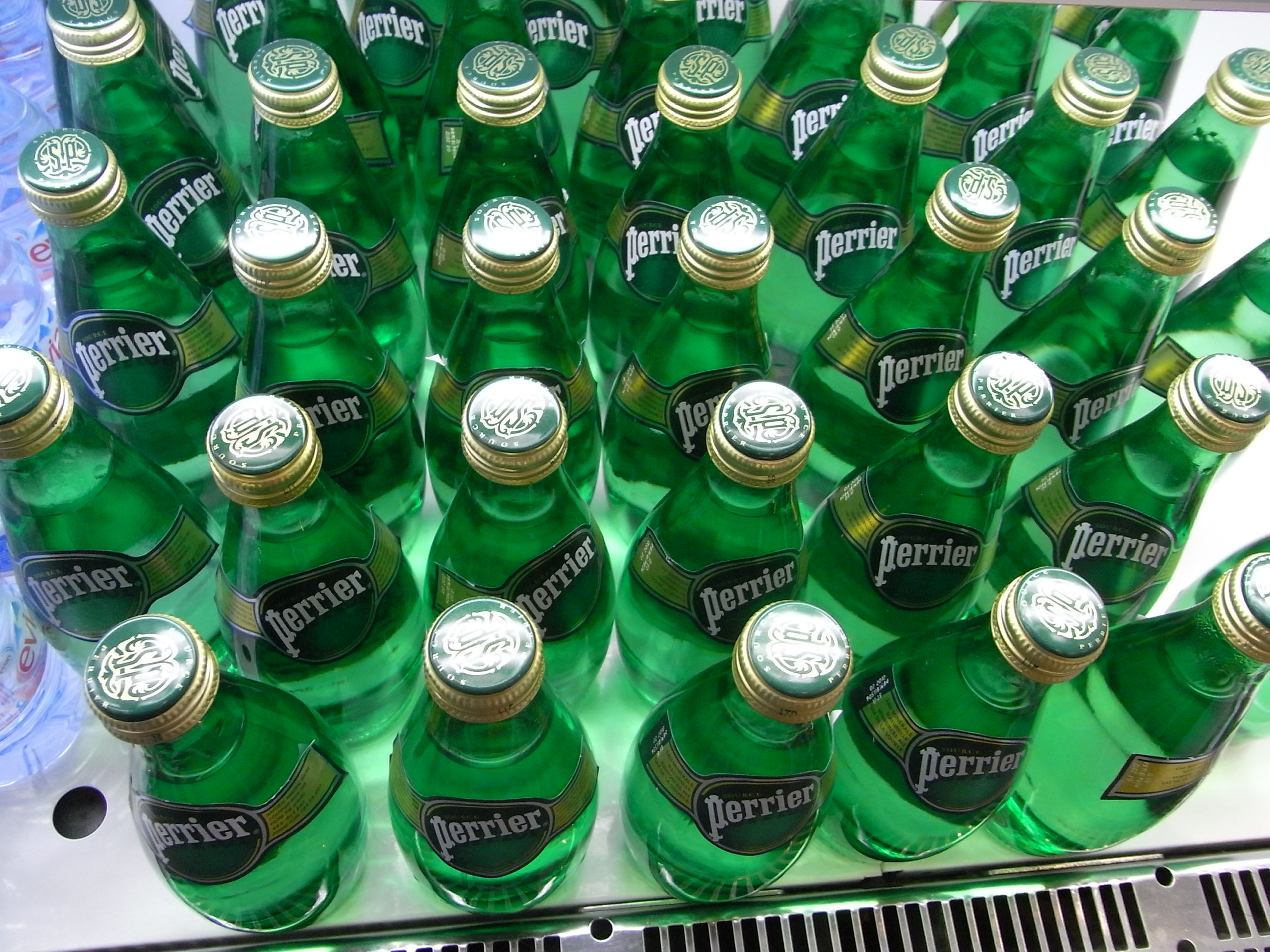
Bouteilles de Perrier.

Perrier est une eau minérale gazeuse, issue de la source des Bouillens, nommée depuis 1903 source Perrier. Sa source se situe à Vergèze, dans le Gard, à 15 km de Nîmes. L'eau y jaillissait en surface avec un aspect bouillonnant lié au dégagement de dioxyde de carbone. C'est une eau minérale naturelle qui contient des éléments minéraux (460 mg/l) et du gaz de sa source (7 g/l).
Perrier faisait partie du Groupe Perrier Vittel SA (qui comprend aussi Vittel, Quézac, San Pellegrino et Contrex). Depuis le rachat de l'entreprise par Nestlé en 1992, la société est devenue Nestlé Waters France.
Depuis 2018, l'eau minérale Perrier n'est plus « renforcée au gaz de la source » mais « avec adjonction de gaz carbonique ».
Perrier est la première marque mondiale d'eaux gazeuses embouteillées avec 1,4 milliard de bouteilles tous formats confondus, en 2016, exportées dans 114 pays.

#### Quézac
Quézac est une marque d'eau minérale naturelle gazeuse appartenant à Nestlé Waters, division Eau du groupe suisse Nestlé, depuis 1992. Sa source se situe à Quézac, dans le département de la Lozère, à 30 km de Mende. Cette source était déjà connue par les Celtes et les Gallo-Romains, qui l'utilisaient pour des thermes. Mentionnée à nouveau en 1718, il fallut attendre 1859 pour qu'aient lieu les premiers travaux de captage par le docteur Commandré, propriétaire de la concession de la source. En 1901, Quézac est reconnue eau minérale naturelle gazeuse et une autorisation d'exploitation pour 30 ans est délivrée par le ministère de la Santé. Au terme de l'autorisation, en 1931, la source n'est plus exploitée jusqu'en 1989, lorsque Vittel s'y intéresse et fait redémarrer l'activité. L'usine d'embouteillage, à Molines, sur la commune d'Ispagnac, qui emploie une cinquantaine de personnes, compte deux lignes de production (33 cL et 115 cL) et produit un peu plus de 73 millions de bouteilles par an.

#### La Salvetat
La Salvetat est une marque d'eau minérale naturelle pétillante, appartenant au groupe agroalimentaire français Danone, division Eaux. Sa source se situe à La Salvetat-sur-Agout, au cœur du parc naturel régional du Haut-Languedoc (département de l'Hérault).

#### Vernière
Vernière est une marque d'eau minérale gazeuse appartenant à l'entreprise Neptune, filiale du groupe Alma. Sa source se situe sur la commune des Aires, près de Lamalou-les-Bains, au cœur du parc naturel régional du Haut-Languedoc.

## Ingrédient

### Sel
Les salines provençales et languedociennes sont exploitées depuis l'Antiquité que ce soit en Camargue, à Hyères, ou autour de l'étang de Berre. Au cours du Moyen Âge, l'abbaye Saint-Victor eut même des salins à Marseille, exploités jusqu'en 1518 et qui échappaient ainsi à la gabelle.
Le sel de Camargue remontait le Rhône, celui de l'étang de Berre, la Durance et la production de Hyères partait vers Gênes et Pise, ainsi que dans l'arrière-pays, par caravanes.
Si les salins de Hyères ont cessé toute activité, les deux autres sites saliniers sont toujours en production. La Camargue, avec Salin-de-Giraud, produit 800 000 tonnes par an, donc 80 000 sont traitées à Aigues-Mortes, pour usage domestique. L'étang de Berre fournit 30 000 tonnes annuellement à l'industrie. C'était du sel de mer jusqu'en 1985. Depuis, c'est le sol des mines de Manosque qui approvisionne l'usine de traitement. L'ensemble de ces salins est exploité par la Compagnie des salins du Midi.
Les salins de Frontignan ont une surface de 223 hectares de production de sel sur le territoire des communes de Frontignan et de Vic-la-Gardiole. Après la fermeture des salins, en 1968, c'est le Conservatoire du Littoral qui en est devenu propriétaire.
Les salins de Gruissan appelés également les salins de l'île Saint Martin se trouvent dans le département de l'Aude, plus précisément à une quinzaine de kilomètres de Narbonne, dans la commune de Gruissan.